# Rigaud (Québec)
Pour les articles homonymes, voir Rigaud.
Rigaud est une ville située au nord-ouest du Suroît au Québec (Canada). Elle fait partie de la municipalité régionale de comté (MRC) de Vaudreuil-Soulanges à l'extrémité ouest de la région administrative de la Montérégie. Rigaud se trouve à environ 70 km à l'ouest de Montréal et 130 km à l'est d'Ottawa, à la frontière entre le Québec et l'Ontario. Sis dans la plaine du Saint-Laurent en rive droite de la rivière des Outaouais à la hauteur du lac des Deux Montagnes et en aval des rapides du Long-Sault, son territoire contrasté avec des zones humides en bordure du lac, la plaine fertile au centre et à l'ouest, et la montagne de Rigaud, rocailleuse et impropre aux cultures au sud et à l'est, en détermine l'histoire, l'économie et l'occupation humaine.

## Toponymie
La ville tient son nom de la seigneurie de Rigaud qui était situé sur son territoire.

## Histoire
Des Algonquins occupent les lieux puis quittent en raison des attaques des Iroquois, avant l'arrivée des Français, Étienne Brûlé étant le premier Européen à remonter le cours de l'Outaouais en 1615. La seigneurie de Rigaud, concédée en 1732 aux frères Pierre et François-Pierre de Rigaud de Vaudreuil, gouverneurs en Nouvelle-France, voit ses premiers colons s'établir en 1783 sous l'impulsion du seigneur Alain Chartier de Lotbinière. Au début du XIXe siècle, la localité se développe rapidement comme relais d'hébergement pour bûcherons et draveurs et de point d'embarquement du bois et des céréales, puis avec l'établissement de la paroisse de Sainte-Madeleine, du moulin banal seigneurial sur la rivière Rigaud et la traverse sur l'Outaouais.
Dans la seconde moitié du XIXe siècle, l'établissement de plusieurs institutions religieuses et l'aménagement de la ligne de chemin de fer contribuent au développement local. Au début du XXe siècle, Rigaud est un centre régional important et devient chef-lieu du comté de Vaudreuil; les principales infrastructures municipales sont alors construites. Dans la seconde moitié du XXe siècle, les institutions et entreprises de Rigaud subissent des transformations importantes, la structure de la vie locale demeurant néanmoins semblable. Rigaud est notamment connue pour le Sanctuaire Notre-Dame-de-Lourdes, le Collège Bourget, la légende du Champ de guérêts, la chanson populaire C'est en revenant de Rigaud, ses produits de l'érable et du bleuet ainsi que la bière Castor.

« L'histoire de Rigaud, c'est bien plus que l'arrivée du premier de ses desservants, la construction de la première église, l'érection civique de la paroisse, du village, puis de la ville, la fondation du Collège et du Couvent, l'inauguration du sanctuaire de Lourdes, l'ouverture de la première école, que sais-je encore ? C'est surtout et avant tout l'histoire de l'Homme, de ses joies, de ses peines, de ses aspirations, de ses convoitises, de ses espoirs, de ses déceptions, de ses misères, de ses réussites, de ses qualités et de ses défauts. Et chez cet homme, ce qui m'intéresse, c'est sa façon de vivre, de travailler, d'aimer, de souffrir, de s'amuser et, disons-le, de pécher. »

— Robert-Lionel Séguin, ethnologue

### Algonquins
Avant l'arrivée des Européens, les Algonquins habitent le territoire de Rigaud. Ils délaissent leur village et territoire de chasse en raison des conflits avec les Iroquois.

### Seigneurie de Rigaud

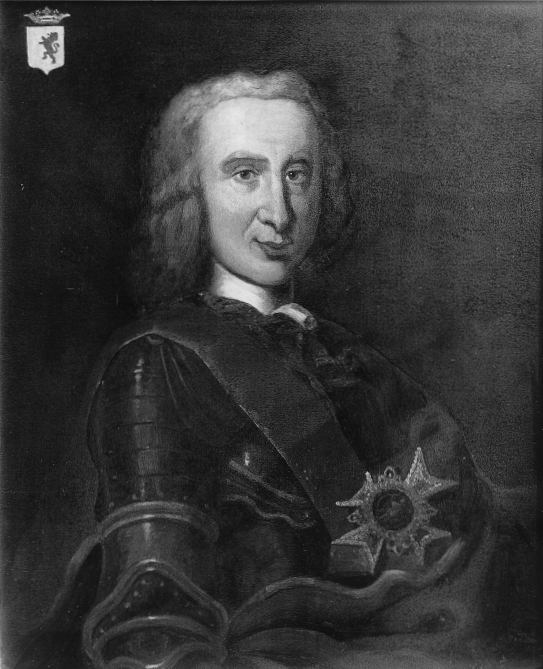
Francois-Pierre de Rigaud de Vaudreuil

Étienne Brûlé est le premier Européen à explorer la rivière des Outaouais, en 1611. Il explore la rivière avec Samuel de Champlain en 1615. En 1732, la seigneurie de Rigaud est concédée aux frères Pierre de Rigaud de Vaudreuil de Cavagnial et François-Pierre de Rigaud de Vaudreuil, qui sont seigneurs de Vaudreuil. Le toponyme de la municipalité actuelle de Rigaud évoque les premiers seigneurs des lieux. Le toponyme Vaudreuil honore plutôt Philippe de Rigaud de Vaudreuil, père de François-Pierre et de Pierre, qui héritent de la seigneurie de ce nom en 1725. Pierre de Rigaud de Vaudreuil est nommé gouverneur de Nouvelle-France en 1755 et la capitulation en 1760. En 1762, les frères Rigaud de Vaudreuil tentent une première colonisation et mandate Joseph Raymond qui arpente treize terres à l'anse à la Raquette. En 1763, les frères Rigaud de Vaudreuil vendent la seigneurie à Michel Chartier de Lotbinière et à retourner en France.
Le fils de Michel Chartier de Lotbinière, Michel-Eustache-Gaspard-Alain Chartier de Lotbinière procède en 1783 à l'arpentage de 1025 terres organisées selon quatorze concessions. La première maison est construite à Rigaud en 1783,. En 1792 est construit le premier chemin. Au tournant du XVIIIe siècle, Rigaud se développe comme relais pour les bûcherons et draveurs et regroupe 12 auberges. Plus tard, Rigaud devient un important port d’embarquement du bois et du grain en direction de Montréal. Une première chapelle est érigée en 1800. La première sucrerie est créée en 1806. En 1810, un premier pont de bois est jeté sur la rivière Rigaud. Dix ans plus tard, une première église, l’église Sainte-Madeleine, est construite en pierre. Le nom de la paroisse de Sainte-Madeleine-de-Rigaud rappelle sainte Marie Madeleine de même que Louise-Madeleine Chaussegros de Léry, fille de Gaspard-Joseph Chaussegros de Léry et épouse de Michel Chartier de Lotbinière, seigneur de Rigaud. Le nom de la paroisse de Saint-Michel-de-Vaudreuil est construit de la même façon puisque le prénom honore Michel Chartier de Lotbinière. Le moulin banal seigneurial est implanté en 1830. La traverse Pointe-Fortune-Carillon est mise en service en 1833 sur la rivière des Outaouais. Elle permet dorénavant de mieux se déplacer vers les régions des Basses-Laurentides et des Laurentides. Le bureau de poste ouvre en 1835. Lors de la Rébellion de 1837, plusieurs Patriotes se réfugient dans la montagne de Rigaud. En 1844, une première croix est érigée sur le sommet de la montagne de Rigaud.

### Constitution municipale et développement institutionnel

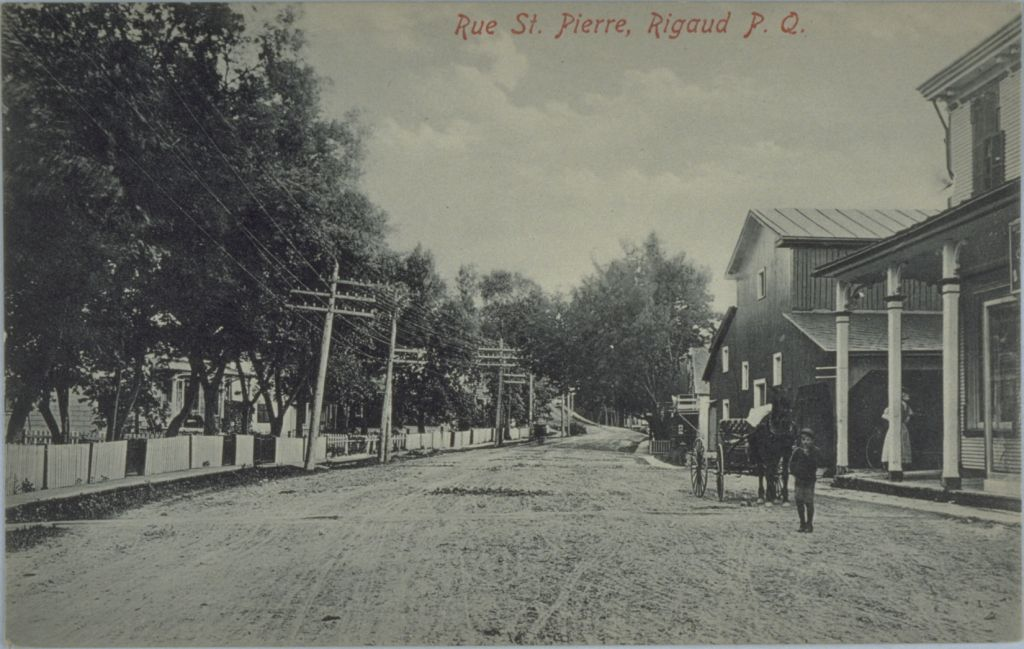
Rue Saint-Pierre, Rigaud, carte postale.

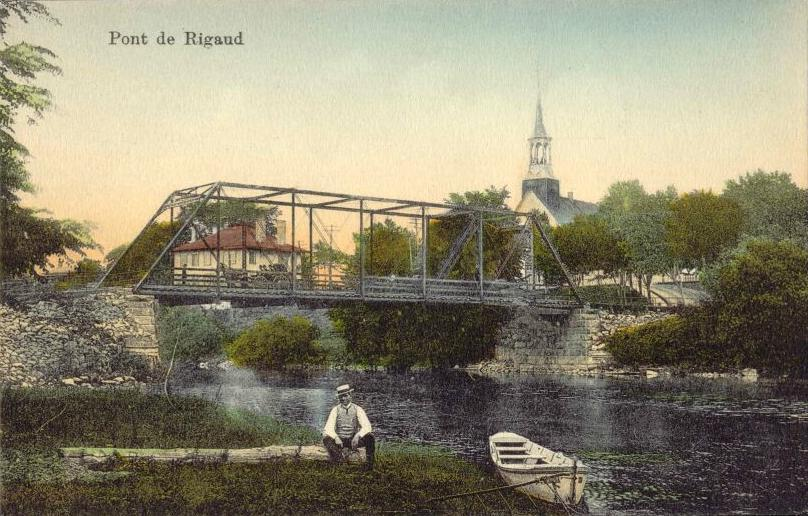
Pont sur la rivière Rigaud, vers 1910.

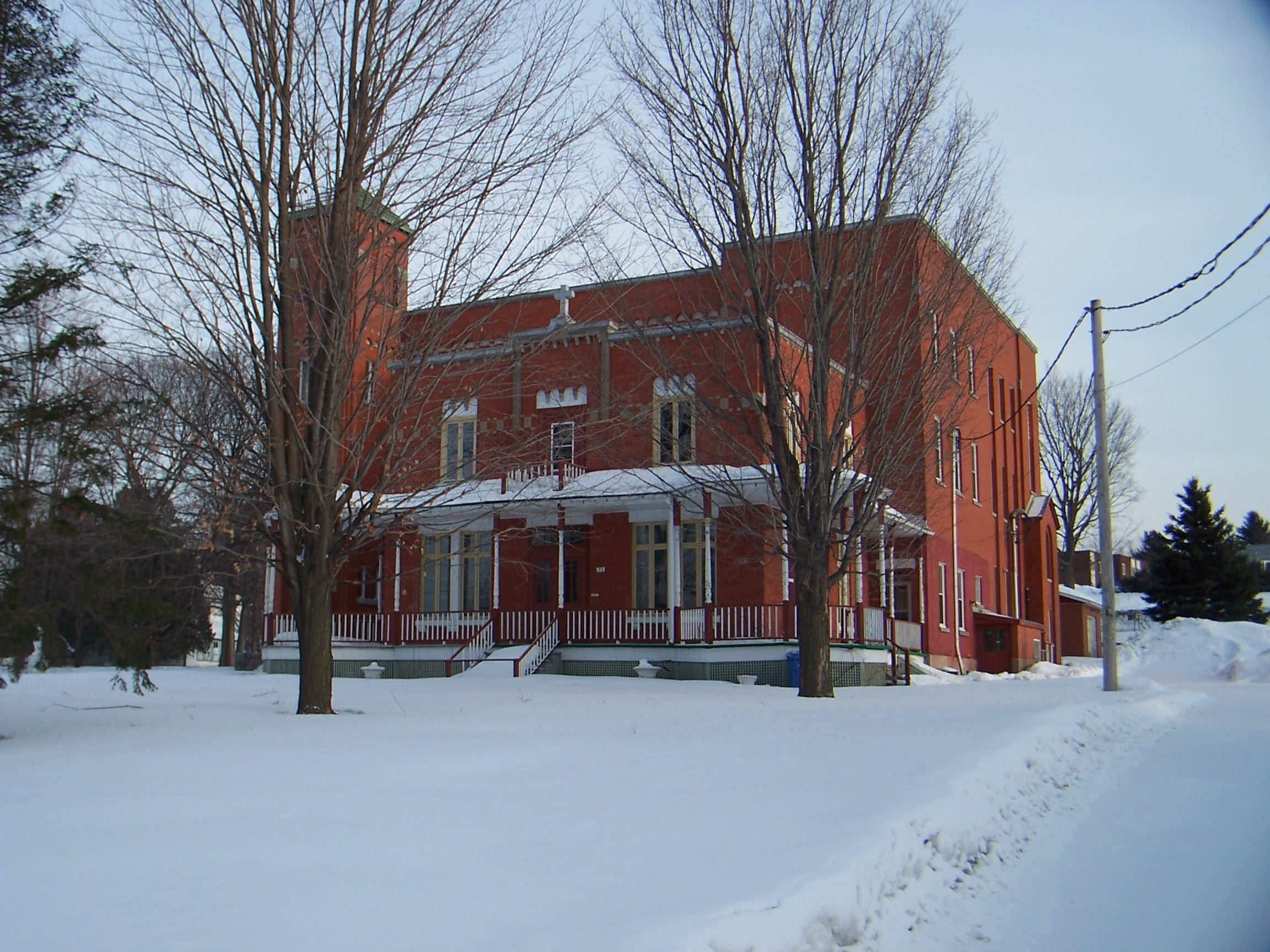
Jardin de l'enfance.

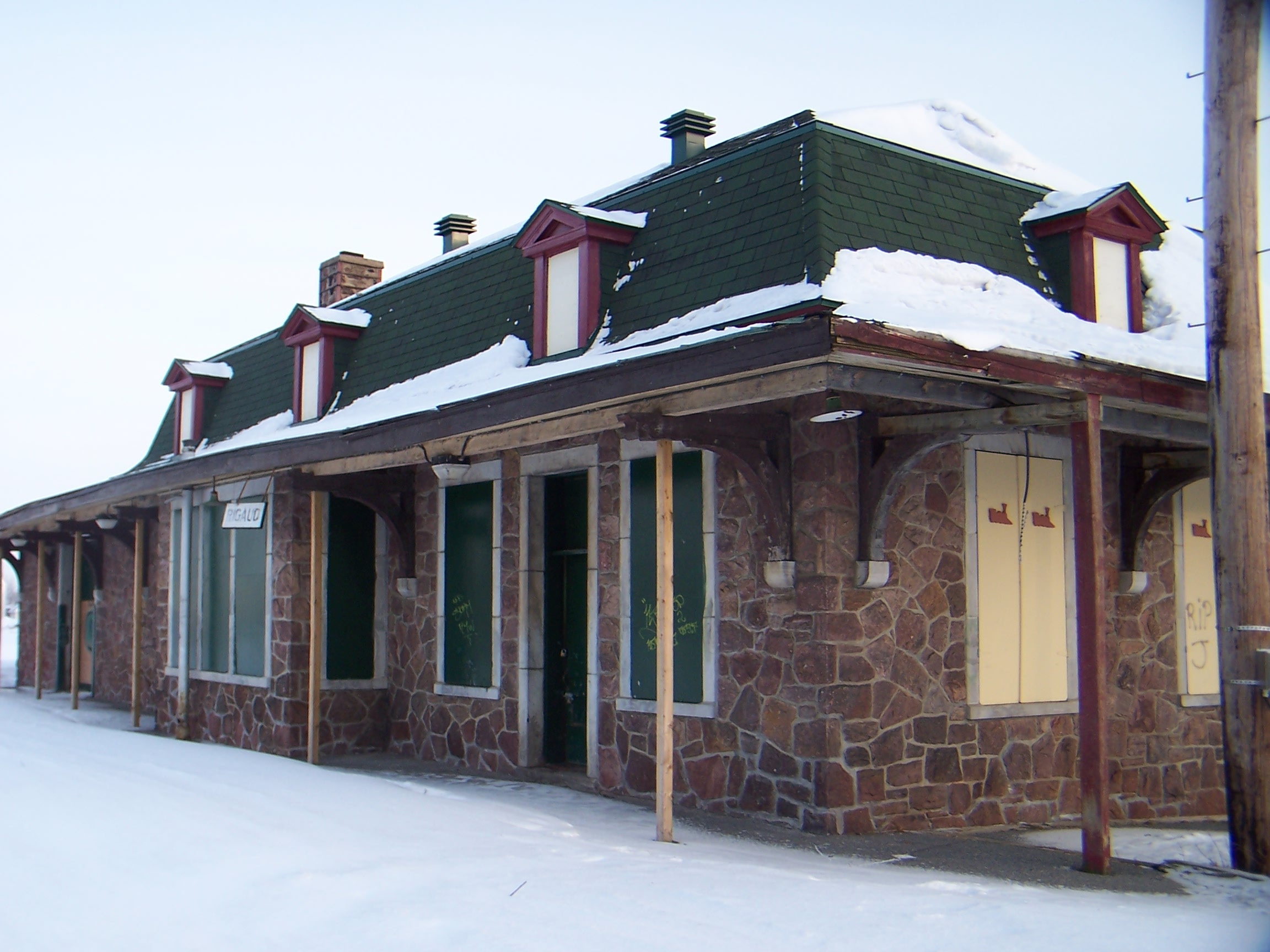
Gare de Rigaud.

En 1845, comme le gouverneur Charles Theophilus Metcalfe ordonne que dans chacune des paroisses du Bas-Canada soit mis en place une municipalité civile où la population doit élire un maire et six conseillers, a lieu la première élection populaire à Rigaud. Le maire élu est Amable-Clément Cholet et le secrétaire-trésorier est Flavien Madore. Toutefois, une grande partie des citoyens refusant de payer leurs taxes, croyant le conseil municipal inconstitutionnel, cette première tentative d'administration municipale échoue. Par ailleurs, cette même année, quatre concessions au sud de la seigneurie de Rigaud se détachent pour former la paroisse de Sainte-Marthe. En 1850, le curé Joseph Désautels fonde le Collège Bourget sur la recommandation de l'archevêque de Montréal, Ignace Bourget. Un an plus tard, la commission scolaire de Rigaud est fondée et Firmin Hudon en est le premier président. En 1855, l'Acte des municipalités et des chemins du Bas-Canada met en place le régime municipal québécois. La municipalité de paroisse de Sainte-Madeleine de Rigaud est alors créée. Le premier maire en est Cornelius McGrevy. En 1856, le presbytère de Sainte-Madeleine de Rigaud est détruit par un incendie. En 1859, les sœurs de Saint-Anne s’établissent à Rigaud. En 1874, le sanctuaire Notre-Dame-de-Lourdes sur la montagne de Rigaud est créé.
En 1880, trois municipalités se détachent de la municipalité de paroisse de Sainte-Madeleine de Rigaud : Très-Saint-Rédempteur, Pointe-Fortune, de même que la municipalité de village de Rigaud. Joseph Alphonse Chevrier devient le premier maire du village de Rigaud. La municipalité de la paroisse est désormais restreinte aux secteurs ruraux. En 1889, une gare du Canadien Pacifique est aménagée et le premier train de la Vaudreuil-Prescott Railway Co. circule entre Hudson et Rigaud l'année suivante. En 1891, la fabrique de Sainte-Madeleine fait construire d'immenses remises pour chevaux sur la rue Saint-Antoine, près de l'église. Vers 1893, la municipalité décide de faire construire l’aqueduc municipal en prolongement de l’aqueduc du collège Bourget qui lui est transféré. Ce projet amène une controverse au conseil municipal, certains conseillers privilégiant l'achat du vieil aqueduc d'Octave Chevrier, moins cher mais de capacité moindre, puis une requête d'annulation de l'élection de 1897 et la nomination de conseillers municipaux par le lieutenant-gouverneur en conseil,. En 1897, Archibald de Léry MacDonald acquiert la seigneurie de Rigaud. En 1900, la Banque Imperiale du Canada ouvre une succursale à Rigaud. Le service téléphonique est disponible en 1901 grâce à la Compagnie de téléphone de Rigaud. Le presbytère est construit cette même année alors que la statue du Sacré-Cœur est érigée deux ans plus tard. L’électrification du village se fait en 1906 et l'éclairage des rues est assuré par la North River Electric Power Company,. En 1909, la compagnie Northern Explosive implante une manufacture de munitions à proximité du chemin de fer du Canadien Pacifique. Plusieurs familles attirées par les possibilités d'emploi, s'établissent près de l'usine, ce qui crée le hameau de Dragon, alors desservi par une gare de train et un bureau de poste. Une explosion accidentelle détruit presque entièrement les installations de la Northern Explosive et fait quatre victimes. En 1911, la municipalité de village devient la ville de Rigaud. Le maire est alors Archibald de Léry Macdonald, propriétaire des droits de la seigneurie de Rigaud jusqu'en 1910, alors que la municipalité de Rigaud se prévaut de la nouvelle loi pour racheter les titres de la seigneurie. En 1920, l’église Sainte-Madeleine, érigée cent ans plus tôt, est reconstruite. Dix ans plus tard, l’école normale Saint-Viateur ouvre ses portes à Rigaud.
Au début du XXe siècle, Rigaud est, avec Hudson, la seule agglomération d'importance de Vaudreuil-Soulanges. En 1933, les sœurs de Sainte-Anne ouvrent le Jardin de l'enfance, école primaire, aussi surnommé le Petit collège car il prépare à l'entrée au Collège Bourget. L’année suivante, la caisse populaire de Rigaud est fondée. En 1940, la gare actuelle de Rigaud est construite. La même année, on bâtit la maison Charlebois pour la formation des novices clercs de Saint-Viateur de Montréal et pour l’infirmerie pour les religieux malades. En 1951, la croix sur la montagne de Rigaud devient illuminée. La même année, Robert-Lionel Séguin, ethnologue, et Yves Quesnel fondent la Société généalogique Séguin-Quesnel. En 1957, le village prend de l’expansion avec la construction de maisons sur le terrain de la fabrique et dans le nouveau projet domiciliaire Domaine Saint-François sur la rive gauche de la rivière Rigaud.

### Modernisation et nouvelle ville
L'aréna est ajouté au collège Bourget en 1963 alors que le gymnase et la piscine sont construits en 1973. En 1968, le Jardin de l’enfance est transformé en école publique de la Commission scolaire de Rigaud et de la Commission scolaire de Vaudreuil. L'année suivante, on construit le foyer de Rigaud.
En 1984, la ville de Rigaud procède au projet d’assainissement et de traitement des eaux. Deux ans plus tard, la station de ski Mont Rigaud est de nouveau exploitée. En 1991, la Ville de Rigaud établit, sous l'impulsion de Georges Denizot et du Frère André Daoust, un jumelage avec la commune de Courseulles-sur-Mer en Normandie. En 1993, le centre local de services communautaires de Rigaud ouvre ses portes. La municipalité actuelle de Rigaud est le résultat de la fusion en 1995 de l'ancienne ville de Rigaud et de la paroisse de Sainte-Madeleine-de-Rigaud.
En 2015, la municipalité de Rigaud change son statut pour celui de ville. En 2017, environ 500 résidences, principalement dans les hameaux riverains de La Baie et du Bas-de-la-Rivière (Rigaud-sur-le-Lac) et à la pointe Séguin, sont durement touchées par l'inondation printanière à la suite d'une hausse du niveau de 2,76 mètres du niveau du lac des Deux Montagnes amenant l'état d'urgence et l'évacuation de plusieurs centaines de résidents.

## Géographie
Rigaud se situe à l'extrémité nord-ouest du Suroît sur la rive sud du lac des Deux Montagnes, élargissement de la rivière des Outaouais, donnant au nord vers la région des Laurentides. La limite ouest de la municipalité constitue la frontière interprovinciale avec l'Ontario (Comtés unis de Prescott et Russell). Les municipalités voisines sont Hudson (Choisy-Altsonville) au nord-est, Vaudreuil-Dorion (Fief-Choisy) à l'est, Sainte-Marthe au sud, Très-Saint-Rédempteur au sud-ouest, Hawkesbury Est (Saint-Eugène) à l'ouest et Pointe-Fortune au nord-ouest. La ville de Saint-Lazare jouxte presque Rigaud au sud-est. Au nord, sur la rive opposée du lac des Deux Montagnes se trouvent les municipalités de Saint-André-d'Argenteuil dans la MRC d'Argenteuil et Saint-Placide dans la MRC de Deux-Montagnes. La situation géographique avantageuse de Rigaud, à la tête de la rivière des Outaouais, puis entre les régions métropolitaines de Montréal et d'Ottawa, contribue tout au long de son histoire à son développement économique.

### Géomorphologie

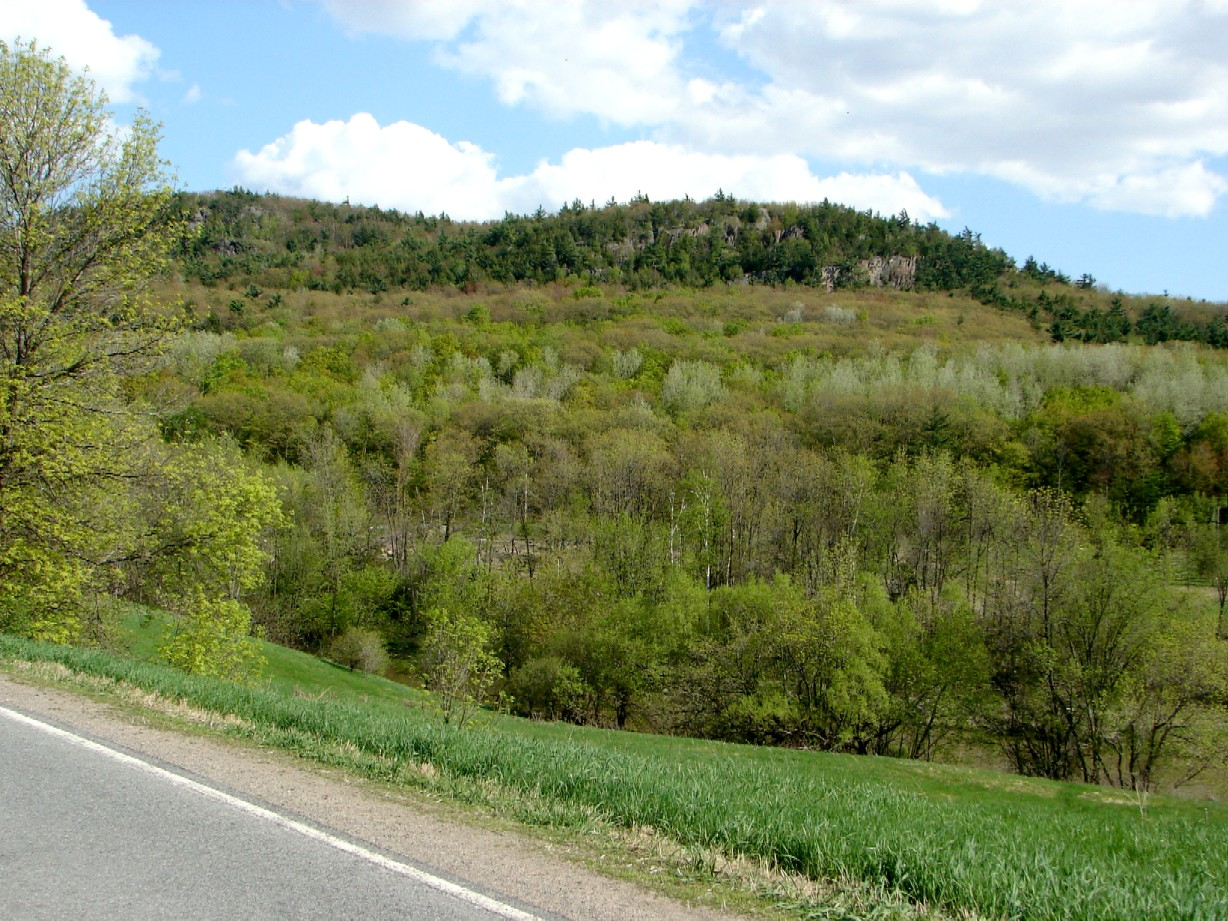
Montagne de Rigaud

La municipalité couvre une superficie totale de 113,71 km2 dont 99,13 km2 terrestres. Le relief se compose, au nord, de la plaine riveraine de la rivière des Outaouais, faisant partie des Basses-terres du Saint-Laurent et, au sud, de la montagne de Rigaud. Le lac des Deux Montagnes et la montagne de Rigaud dominent le paysage. La plaine est en partie agricole, en partie boisée et en partie urbanisée. Elle comporte trois sous-espaces : les aires humides et basses terres sujettes aux inondations situées le long de la rivière des Outaouais; les échancrures et talus des rivières Rigaud et à la Raquette; la terrasse plane, laquelle couvre la plus grande partie. Les sols de la plaine se composent de dépôts alluvionnaires, principalement d'argile. La pointe à la Raquette est particulièrement alluvionnaire et vasière.
La montagne de Rigaud, qui couvre 47 km2, se divise en trois unités physiographiques : l'escarpement au nord-ouest; le plateau central modulé de sommets locaux; le piémont et ses bas versants à l'est et au nord. Le couvert forestier y est continu. Elle se compose principalament de surface rocheuse et de loam. Le tiers de sa superficie est rocheuse et accidentée. Cette moraine de fond se compose de morceaux de rocs qu'un glacier a arrachés à son lit, le socle rocheux du Bouclier canadien, morceaux qu'il a réduits et arrondis en roulant dessus, les transportant et les perdant dans cette cuvette, il y a quelques milliers d'années, à la fin de la glaciation du Wisconsin. Il y a 8 500 ans, alors que les basses terres du Saint-Laurent se relèvent à même la mer de Champlain, le stade de Rigaud se caractérise par les puissants cours d'eau qui drainent l'eau des actuels Grands Lacs, transportant d'immenses quantités de sable, formant alors les talus de terrasse de Rigaud et du plateau de Saint-Lazare. La lithologie de Rigaud se caractérise par trois zones : un substrat du Cambrien composé de grès, conglomérat, calcaire et dolomie dans l'aire riveraine allant de Rigaud à Vaudreuil (grès de Potsdam, formations de Brador et de Forteau), une aire de dolomie et grès de l'Ordovicien inférieur au pourtour de la rivière Rigaud (groupe de Beekmantown et formation de Romaine), ainsi que le granite du Protérozoïque sur la montagne de Rigaud.

### Climat et hydrographie

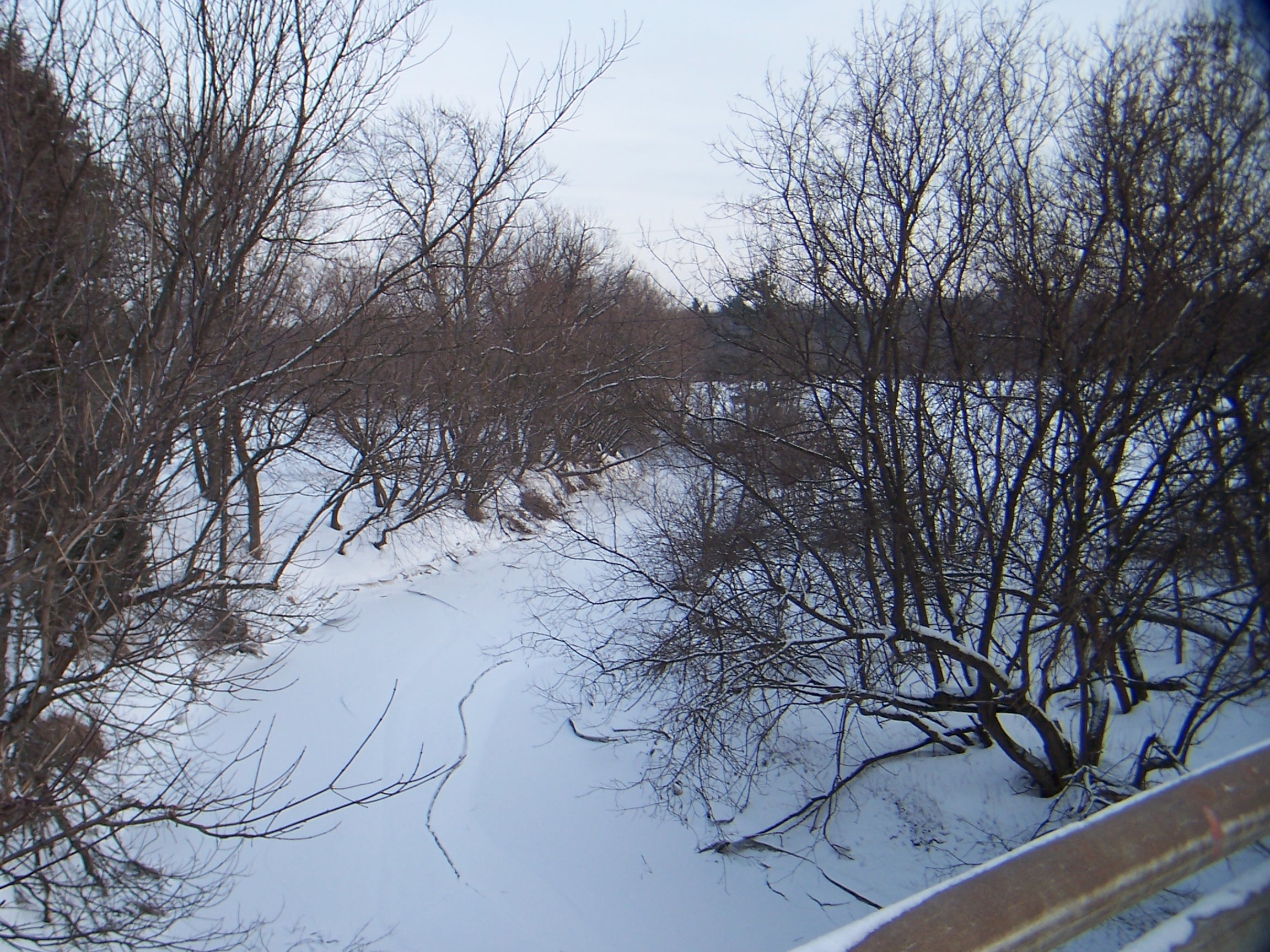
Rivière à la Raquette.

Rigaud, se situant dans le couloir Huntingdon - Vaudreuil-Soulanges, est parfois exposée à des orages violents.
La rivière des Outaouais devient le lac des Deux Montagnes un peu en amont de Rigaud. La rive est relativement découpée à Rigaud, y formant les baies Brazeau, de Rigaud, des Jules, Quesnel et de Choisy, de même que les pointes Larocque, Brazeau, Séguin, des Jules, à Portelance, du Sable, à la Raquette, Locus et Graham. L'île Rita se trouve entre la baie de Rigaud et la baie des Jules alors que l'île Lafleur se situe près de l'embouchure du ruisseau Noir,. Plusieurs affluents de la rivière des Outaouais s'y jettent à Rigaud, notamment la rivière Rigaud et la rivière à la Raquette ainsi que les ruisseaux Charrete, Cadieux, du Haut de la Chute, Noir (autrefois Chevrier), de la Grande Ligne et Choisy. Les rivières Rigaud Est et à la Graisse de même que le ruisseau du Bas de la Rivière sont des tributaires de la rivière Rigaud. Les berges de la rivière à la Raquette subissent une érosion importante. Cette rivière sort ponctuellement de son lit lors des pluies abondantes. Une large bande en rive du lac des Deux Montagnes se compose de marécages inondables, particulièrement à la pointe à la Raquette, aux embouchures des ruisseaux Noir et Charrette, à la pointe Séguin et autour de la baie Brazeau. Les milieux humides couvrent une superficie de 531 ha, la plus grande concentration dans la MRC de Vaudreuil-Soulanges. L'alimentation en eau potable se fait entièrement par l'eau souterraine, à 65 % avec l'aqueduc municipal et 35 % par des installations individuelles.

### Flore et faune

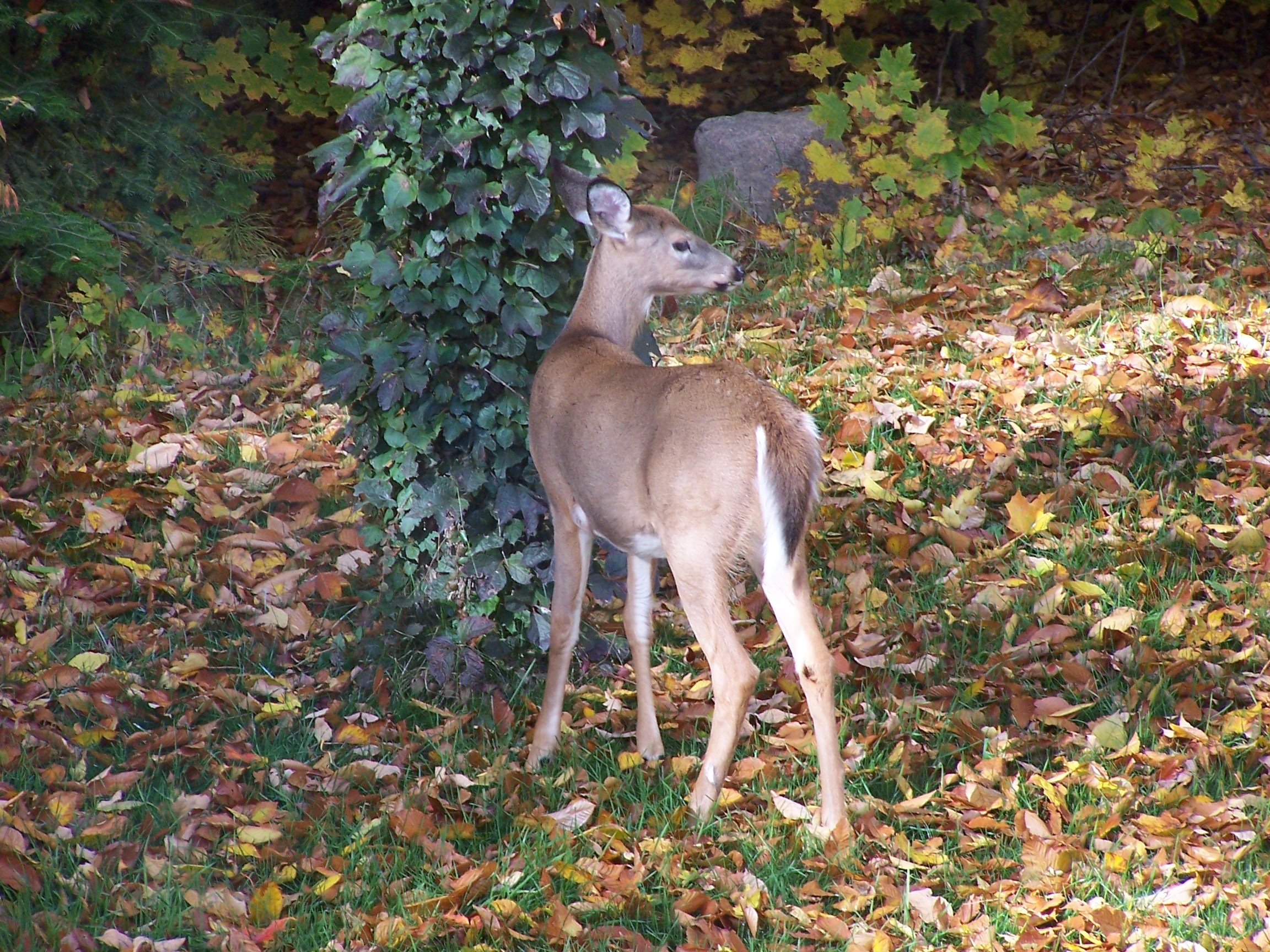
Faune de Rigaud.

La montagne de Rigaud abrite l'une des deux seules forêts anciennes du Suroît. La forêt y est généralement intermédiaire, avec des aires matures sur le flanc nord. Des aires de forêt jeune longent également la rive de la rivière des Outaouais. Le peuplement forestier est caractéristique du domaine bioclimatique de l'érablière à caryer. La colline est peuplée principalement d'érablières à hêtraie. Les principales essences sont l'érable, le cèdre, le chêne, la pruche et le hêtre. Les écosystèmes forestiers exceptionnels, qui comptent une prucheraie/pessière rouge, une chênaie rouge, une cèdrière humide à sapin, une érablière à caryer cordiforme et une érablière à tilleul sur la montagne de Rigaud, de même qu'ue érablière argentée à frêne rouge, une érablière à caryer cordiforme et un groupement à caryer ovale aux pourtours des baies Brazeau et Quesnel. La montagne de Rigaud abrite un ravage d'environ 250 cerfs de Virginie ainsi que la salamandre maculée. Le mont Rigaud abrite également 250 espèces d'oiseaux, dont le grand pic, le dindon sauvage, la gélinotte huppée, le hibou et la chouette. Un grand nombre d'oiseaux aquatiques et migrateurs séjournent dans les milieux humides, notamment sur les rives des baies Brazeau et de Rigaud, de même qu'à la pointe à la Raquette. Le mont Rigaud compte plusieurs zones écologiques fragiles.

## Urbanisme

### Occupation du territoire

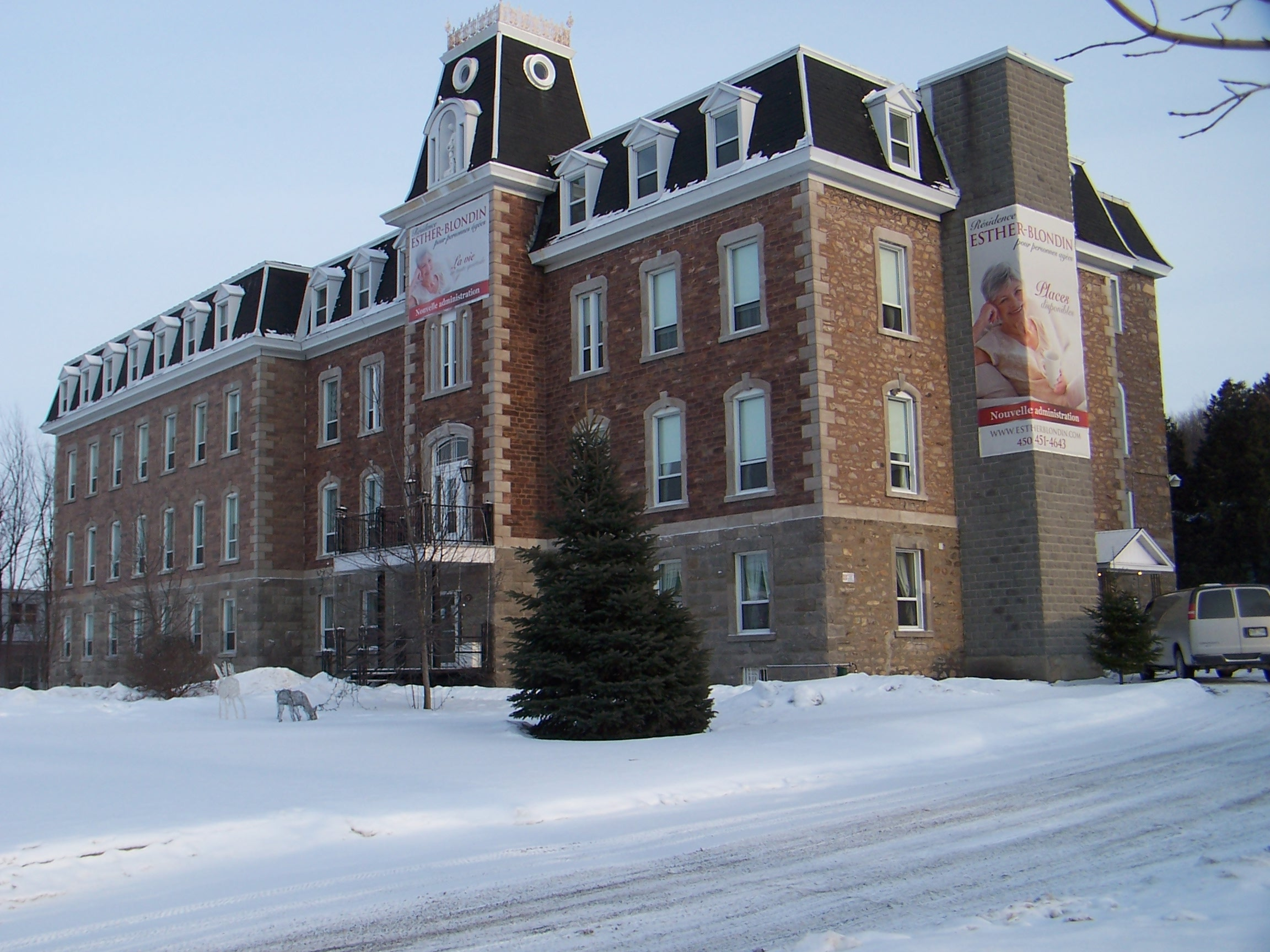
Édifice Esther-Blondin

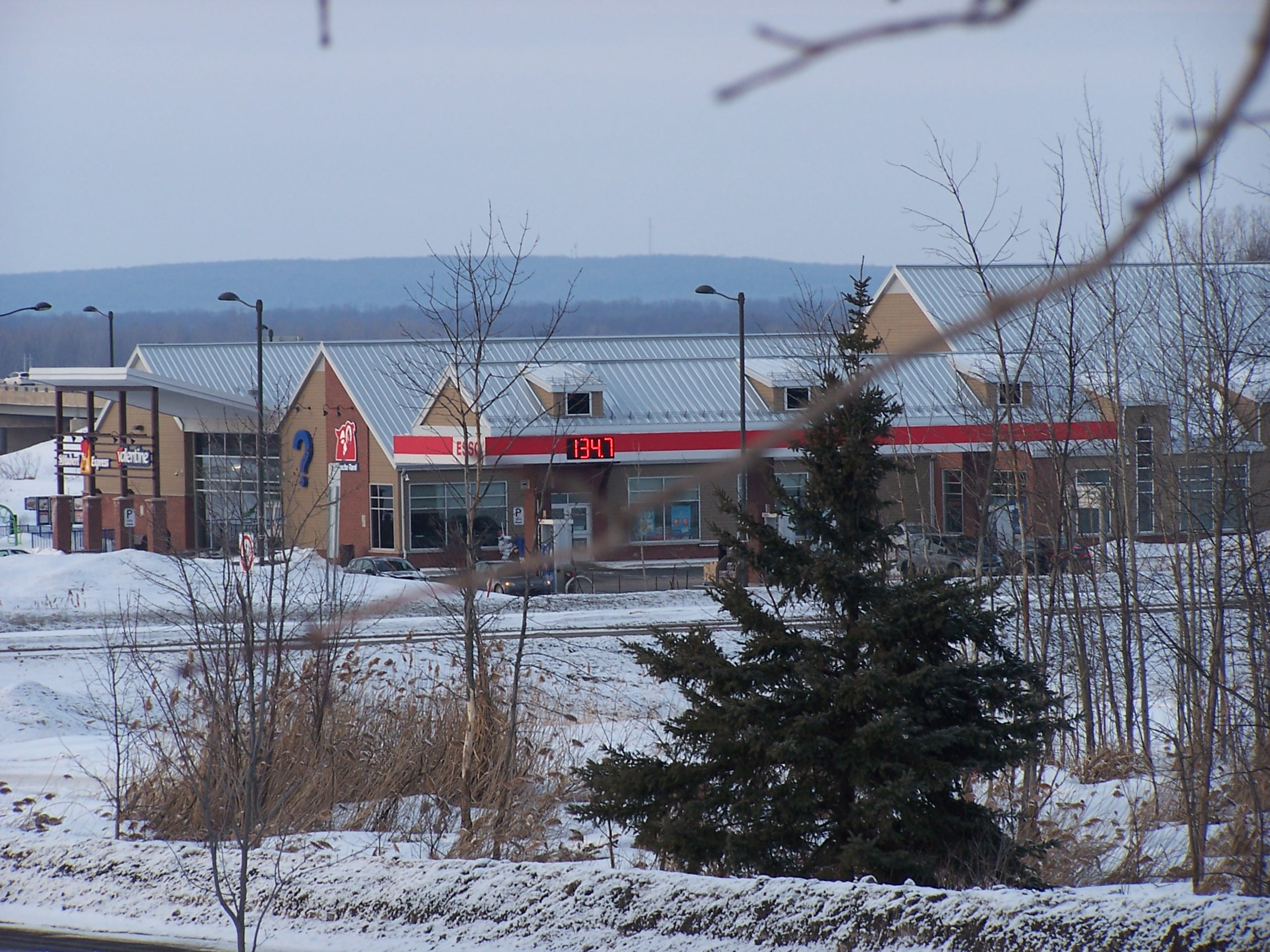
Aire de service de Rigaud

La plaine constitue un territoire propice à l'agriculture, au passage d'infrastructures et au développement urbain. La montagne de Rigaud, en raison de son relief et la faible qualité de ses sol, demeure préservée en ce qui a trait au couvert forestier, bien qu'elle comporte un développement domicilaire extensif et des activités récréatives. Plus du tiers du territoire de Rigaud est forestier.
Les terres agricoles exploitées de Rigaud se trouvent principalement à l'ouest, sur la rive gauche de la rivière Rigaud à des fins maraîchères. La plaine de la rivière à la Raquette à l'est est peu occupée dans sa partie nord en raison de la présence de marécages dans la pointe; le territoire est occupée à diverses fins incluant une sablière, un pôle de service au transit, un terrain de camping et des petites fermes équines. La montagne de Rigaud, le long de la crête du chemin Saint-Georges et au haut de la rue Bourget, offre un point de vue sur la rivière des Outaouais et les Laurentides. C'est un secteur boisé, comptant des sentiers de randonnée, quelques secteurs isolés de résidences champêtres récentes de même que d'anciens chalets, auxquelles s'ajoutent des exploitations récréotouristiques.
Le village de Rigaud, qui correspond à peu près à l'ancienne ville de Rigaud, est relativement ancien et d'architecture québécoise traditionnelle. Il s'organise autour des axes routiers primaires que sont les rues Saint-Jean-Baptiste et Saint-Pierre, de même que la rue Saint-Viateur. Il compte la quasi-totalité des entreprises, commerces services et institutions de la municipalité. Les entreprises industrielles se situent dans trois parcs industriels en bordure du noyau urbain, soit les parcs industriels de la Coopérative, du Docteur-Oscar-Gendron et J.-Marc-Séguin.
Le cadastre et la trame routière artérielle de Rigaud s'articulent autour de neuf concessions originelles de la seigneurie de Rigaud. Plusieurs hameaux et secteurs bâtis parsèment le territoire rural : La Baie, hameau en bordure de la baie de Rigaud à l'ouest du village; Rigaud-sur-le-Lac (Bas-de-la-Rivière), sur la rivière des Outaouais à l'embouchure de la rivière Rigaud, se compose d'anciens chalets, dont plusieurs transformés en résidences, connaît un développement résidentiel récent; Dragon (Grande Ligne), près de la pointe à la Raquette en bordure du chemin de fer, a été développé durant la Première Guerre mondiale. Le toponyme du hameau provient du dragon doré représenté sur le logotype de l'entreprise Northern Explosive qui s'y était établie; Choisy (Anse-à-la-Raquette), ancien et champêtre, se trouve en bordure de l'Anse près de Hudson; Petit-Brûlé—Haut-de-la-Chute, secteur rural champêtre riverain des rivières Rigaud et Rigaud Est. Le sol de ce secteur est sujet à des glissements de terrain; Mountain Ranches, constitué de poches résidentielles champêtres récentes sur le flanc nord de la montagne de Rigaud; il est accessible par le chemin de la Mairie; Saint-Georges, sur le plateau de la montagne de Rigaud.

### Cadre bâti
Rigaud compte 3 525 logements dont 7 % sont inoccupés ou utilisés comme résidences secondaires. Près des trois quarts des logements à Rigaud sont des maisons individuelles. Les maisons jumelées ou en rangée forment 9 % du stock de logements alors que les appartements représentent 16 % du stock de logements (2016). Près d'une centaine de maisons mobiles se trouvent à l'extrémité sud-est du territoire le long de la rivière à la Raquette près du camping Choisy. Ce terrain de camping et le Camping Trans-Canadien, situé au nord-ouest sur le lac des Deux Montagnes, abritent 746 emplacements, qui accroissent la population en période estivale.
| Forme de logement                          | 1996  | 1996  | 2016  | 2016       | Variation 1996-2016 | Variation 1996-2016 |
| Forme de logement                          | Nb    | %     | Nb    | %          | Nb                  | %                   |
| ------------------------------------------ | ----- | ----- | ----- | ---------- | ------------------- | ------------------- |
| Maison individuelle non attenante          | 1 605 | 70 %  | 2 375 | 73 %       | 715                 | 48 %                |
| Maison jumelée ou autrement attenante      | 80    | 4 %   | 185   | 6 %        | 105                 | 76 %                |
| Maison en rangée                           | 65    | 3 %   | 80    | 3 %        | 15                  | 23 %                |
| Habitation mobile                          | 85    | 3 %   | 90    | 3 %        | 5                   | 6 %                 |
| Appartement, immeuble à 2 logements        | 65    | 3 %   | 140   | 4 %        | 75                  | 115 %               |
| Appartement, immeuble de moins de 5 étages | 345   | 15 %  | 400   | 12 %       | 55                  | 16 %                |
| Appartement, immeuble de 5 étages ou plus  | -     | - %   | 5     | ...        | ...                 | ...                 |
| Total, logements habités en permanence     | 2 285 | 100 % | 3 285 | 100 % 93 % | 1 000               | 44 %                |
| Logements non habités en permanence        | .     | ...   | 240   | 7 %        | ...                 | ...                 |
| Tous les logements                         | .     | ...   | 3 525 | 100 %      | ...                 | ...                 |

### Infrastructures
L’oléoduc Montréal-North Westover traverse la rivière des Outaouais et passe au travers le territoire de Rigaud.

### Transport

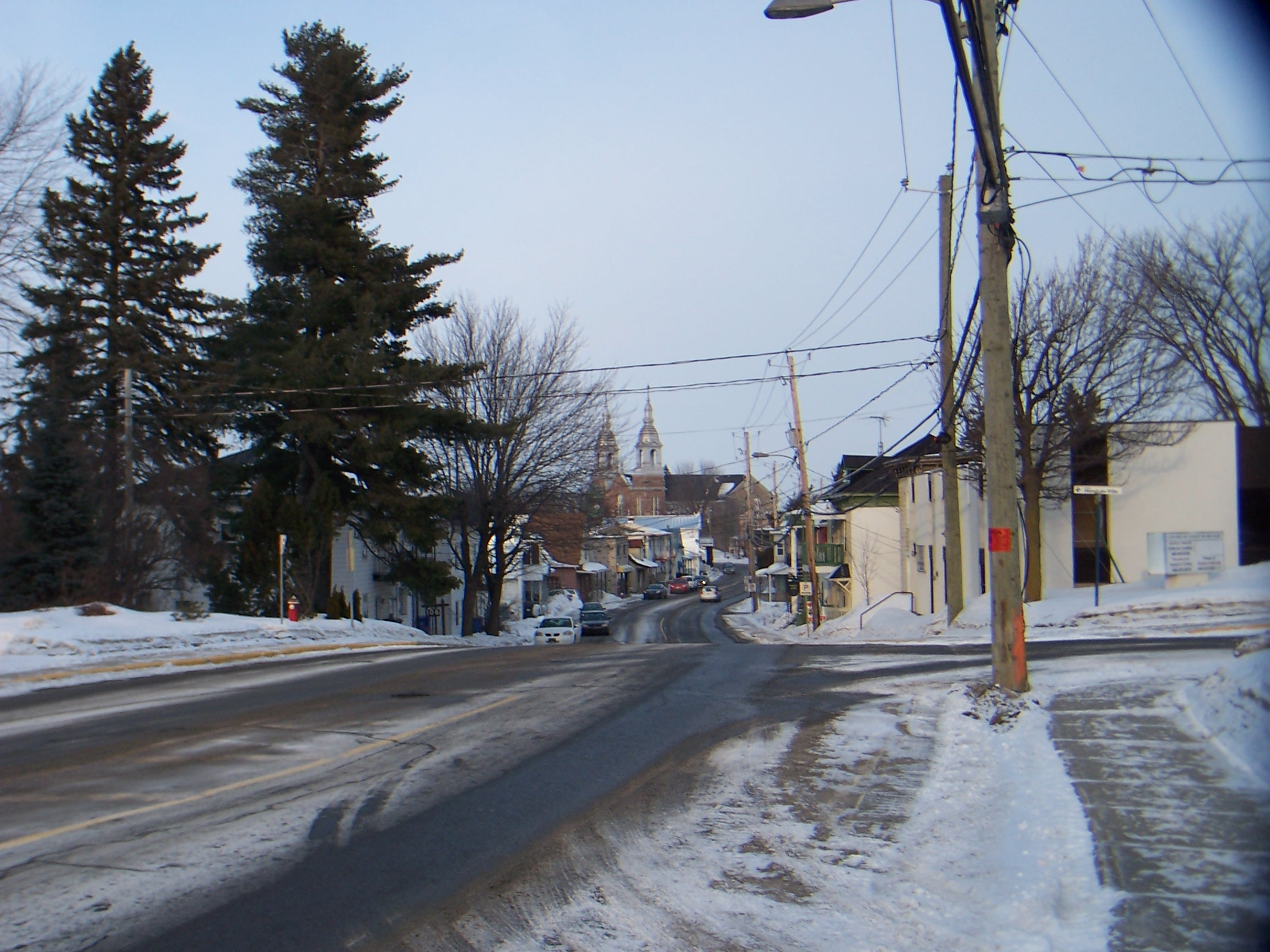
Rue Saint-Pierre.

L'autoroute Félix-Leclerc (A-40), segment de la route Transcanadienne, traverse Rigaud d'est en ouest. Cinq échangeurs permettent d'accéder à cette autoroute sur le territoire de Rigaud, soit d'ouest en est : l'échangeur 2 à la montée Wilson; l'échangeur 6 à la montée de Baie-Saint-Thomas; l'échangeur 9 à l'ouest du village donnant sur la rue principale qui correspond à la route 342 et qui se nomme chemin de la Baie à cette hauteur; cet échangeur permettait d'accéder à l'ancienne halte routière Olivier-Guimond maintenant fermée et auparavant exploitée par le ministère des Transports du Québec; l'échangeur 12 à l'est du village donnant sur la rue principale, qui y correspond toujours à la route 342 et qui y est dénommée rue Saint-Jean-Baptiste du côté ouest de l'échangeur et chemin de la Grande-Ligne du côté est de l'échangeur, cet échangeur donne accès à la nouvelle aire de service de Rigaud; l'échangeur 17 en zone rurale à l'extrémité est du territoire municipal, donnant accès à la route 201.
La route 201 est une route régionale d'orientation nord-sud, dont la vitesse affichée varie entre 70 et 90 km/h et qui permet de se rendre à Saint-Clet et à Salaberry-de-Valleyfield, principal centre de la partie Ouest de la Montérégie. La route 201 se termine au nord à la route 342 (chemin des Prairies), un peu au nord de l'autoroute 40. Au nord de la route 342, la voie devient la montée Lavigne et se poursuit en ligne droite et plane, suivant un faible gabarit, jusqu'au chemin de l'Anse à Hudson.
La route 342 est une route collectrice d'orientation est-ouest qui correspond à l'ancienne route 17 qui reliait autrefois Montréal et Ottawa avant que l'autoroute 40 ne soit construite. Cette route était également numérotée 17 en Ontario mais a été déclassée en route de comté depuis l'aménagement de l'autoroute 417. L'ancienne route 17 du Québec et de l'Est ontarien était en fait la même route que l'actuelle route 17 de l'Ontario située à l'ouest d'Arnprior. La route 342 donne accès à l'ouest à Pointe-Fortune et Hawkesbury Est et à l'est à Hudson Acres et Hudson. D'ouest en est, la route 342 demeure toujours la même voie mais prend successivement les odonymes de chemin de la Baie, rue Saint-Jean-Baptiste Ouest, rue Saint-Jean-Baptiste Est, chemin de la Grande-Ligne et chemin des Prairies. La vitesse affichée est de 50 km/h sur la rue Saint-Jean-Baptiste à l'intérieur du village de Rigaud. Cette section comporte trois feux de circulation, soit aux carrefours avec le chemin J.-René-Gauthier, la rue Saint-Viateur et la rue Saint-Pierre (R-325). Le chemin de la Baie, le chemin de la Grande-Ligne et le chemin des Prairies s'insèrent en milieu rural.
La route 325 est une route collectrice d'orientation nord-sud reliant Rigaud à Rivière-Beaudette en passant par de petits chemins et de petites localités de la municipalité régionale de comté de Vaudreuil-Soulanges en bordure de la frontière ontarienne. À Rigaud, la route 325 emprunte, depuis Très-Saint-Rédempteur au sud, le chemin de la Montagne, bifurque sur le chemin des Érables lequel devient la rue Saint-Pierre. La route 325 longe la rivière Rigaud puis se termine à la hauteur de la rue Saint-Jean-Baptiste Est (R-342). La rue Saint-Pierre se prolonge au nord sous le nom de rue Saint-Antoine, laquelle devient le chemin du Bas-de-la-Rivière, tout en poursuivant le long de la rive droite de la rivière Rigaud, jusqu'à la pointe au Sable en bordure de la rivière des Outaouais. Le tracé de cette route est généralement sinueux.
La traversée de la rivière des Outaouais se fait par le pont du Long-Sault entre Hawkesbury et Grenville-sur-la-Rouge à l'ouest. À l'est, les automobilistes sont contraints d'emprunter l'autoroute 13 sur l'île de Montréal via l'A-40. En période estivale, les usagers de la route peuvent plutôt emprunter les services de la traverse Pointe-Fortune-Carillon ou de la traverse Oka-Hudson. Dans les années 1960, le ministère des Transports du Québec avait planifié la construction de l'autoroute 9, laquelle aurait été le seul lien autoroutier à traverser la rivière des Outaouais, hormis le pont MacDonald-Cartier, entre Gatineau et Ottawa. L'axe de traversée de trouvait entre Pointe-Fortune et Saint-André-d'Argenteuil. Une longue courbe, sur la chaussée nord de l'autoroute 40, qui la sépare suffisamment de la chaussée sud pour loger un échangeur dans l'espace ainsi créé, demeure la seule trace d'une éventuelle existence de cette autoroute, dont le projet a depuis longtemps été abandonné.
Le débit journalier moyen de circulation est de l'ordre de 25 000 véh/j sur l'autoroute Félix-Leclerc à la hauteur de Rigaud (2010). La rue Saint-Jean-Baptiste, qui traverse le village, dessert un trafic de plus de 10 000 véh/j. La circulation connaît une hausse importante, soit de l'ordre de 25 % sur une période de 10 ans. Les débits en 2000 et 2010 sont affichés ici.
| Route / Segment | Débit journalier annuel moyen (véh/j) | Débit journalier annuel moyen (véh/j) | Débit journalier annuel moyen (véh/j) |
| Route / Segment | 2000                                  | 2010                                  | Variation                             |
| --- | ------------------------------------- | ------------------------------------- | ------------------------------------- |
| A-40 Autoroute Félix-Leclerc - À l'ouest du village (entre les échangeurs 6 et 9) - À l'est du village (entre les échangeurs 12 et 17)                                                         | 16 000 20 000                         | 18 400 25 000                         | · 15 % · 25 %                         |
| Route 201 - Entre le chemin Saint-Georges et l'A-40 - Entre A-40 et R-342 | . .                                   | 3 400 2 100                           | ... ...                               |
| Route 325- Chemin de la Montagne - Chemin des Érables - Rue Saint-Pierre | . 2 100                               | 2 100 2 600                           | · ... · 24 %                          |
| Route 342 Rue Saint-Jean-Baptiste - Grande Ligne - À l'ouest de la rivière Rigaud - Pont Rigaud-De Cavagnal - Entre rue Saint-Pierre et chemin J.-René-Gauthier - À l'est de la montée Lavigne | 2 900 . 7 800 1 520                   | 3 200 5 700 10 100 2 050              | · 10 % · ... · 30 % · 35 %            |
| Autres voies - Rue Saint-François | 530                                   | 800                                   | · 51 %                                |

Exploitée depuis 1890, la ligne de train de banlieue de la ligne de Dorion–Rigaud de l'Agence métropolitaine de transport vers le centre de Montréal commençait à la gare de Rigaud. Depuis le 30 juin 2010, la ligne n'est plus en exploitation qu'à partir de Hudson, 15 km à l'est. Un service spécial de navette permet également se rendre, le vendredi tout l'été, au Marché champêtre de Rigaud au cœur du village, à partir de cinq lieux différents dans la municipalité.
Depuis 2012, exo La Presqu'île exploite la ligne d'autobus 61 en direction de Hudson et de la gare Vaudreuil. Le service de transport adapté est assuré par Transport Soleil.
Une piste cyclable est projetée entre Rigaud et Saint-Eugène.

### Planification d'urbanisme
Les principales orientations de la municipalité en matière d'urbanisme se définissent ainsi :
- Protéger et mettre en valeur le mont Rigaud, de même que les milieux humides en bordure de la rivière des Outaouais;
- Protéger le couvert forestier et reboiser les aires déboisées et anciennes sablières et gravières;
- Concentrer le développement résidentiel dans le village ou en consolidant les développements déjà amorcés;
- Viser une plus grande homogénéité des types d'habitation;
- Étendre le réseau de sentiers de randonnée et parachever le réseau cyclable régional;
- Consolider, développer et réseauter à travers la municipalité les pôles récréotouristiques liés à la randonnée, au plein air, au patrimoine, à la gastronomie, à l'agrotourisme et au nautisme;
- Consolider le rôle de pôle de services de Rigaud, renforcer le pôle du village en améliorant le cadre physique, en complétant et en diversifiant la trame commerciale, en intégrant les institutions et en développant l'offre culturelle;
- Protéger les terres agricoles, favoriser la remise en culture et implanter des fermettes;
- Développer la fonction industrielle[51].

## Politique

### Symboles
Le drapeau de Rigaud est à dominante de couleurs blanche et jaune. Il est blanc avec un chef jaune, reprenant au pan blanc le logotype et l'inscription « Rigaud » en noir. À l'intérieur du logotype, le losange évoque le futur et le développement. Sa couleur bleue dénote la vocation institutionnelle de Rigaud. La courbe du haut représente la montagne de Rigaud, en même temps que l’ouverture sur le monde et ses potentiels. La courbe sinueuse en bas illustre la rivière ou un sentier, de même qu’un courant de pensée évolutive. L’intersection des deux courbes traduit par ailleurs la confluence des rivières Rigaud et des Outaouais. L’ovale dessinant un arbre, un épi de blé ou une plume d’oiseau, représente tout à la fois l’environnement, l’agriculture et l’ornithologie. La bande supérieure jaune traduit l’équilibre dans la diversité ainsi que la prédominance de l’agriculture.

### Conseil municipal
Rigaud a une désignation de ville depuis 2015. Auparavant, malgré sa désignation de municipalité depuis 1995 lors de la fusion des anciennes municipalités de ville et de paroisse, elle est assujettie au régime de la Loi sur les cités et villes, constituant alors l'une des cinq exceptions au Québec. Le conseil municipal compte, outre le maire, six conseillers.
Les élections ont lieu tous les quatre ans, à date fixe, tel que prévu par la législation québécoise. Le conseil municipal se compose du maire et de six conseillers représentant des districts géographiques. Les conseillers municipaux siègent à plusieurs comités : voirie et hygiène du milieu; urbanisme, patrimoine, promotion, développement et toponymie; administration et découpage du territoire; relations de travail; loisir et culture; embellissement; sécurité publique; transport en commun et transport adapté. De plus, le conseil municipal désigne un représentant auprès de diverses corporations ou associations liées à des activités de la collectivité locale. Le maire Réal Brazeau, en poste depuis 1999 et dirigeant l'Équipe Réal Brazeau, se retire de la vie politique en 2013. À l'élection de 2013, Hans Gruenwald devient maire avec une faible majorité, soit 35,9% des voix contre Pierre Brasseur, conseiller municipal depuis 2008 (29,0 %), Claire Bélisle, porte-parole du Comité de citoyens de Rigaud (28,5 %) et André Liboiron (6,6 %). L'ensemble du conseil municipal est modifié à l'exception du conseiller du district 6. Le taux de participation est de 45,5 %.
Maires de Rigaud, 1845 à nos jours
| Période | Période | Identité              | Étiquette | Qualité |
| ------- | ------- | --------------------- | --------- | ------- |
| 1845    | 1845    | Amable-Clément Cholet |           |         |

| Période | Période | Identité                       | Étiquette | Qualité |
| ------- | ------- | ------------------------------ | --------- | ------- |
| 1855    | 1858    | Cornelius McGreevy             |           |         |
| 1858    | 1862    | Jean-Baptiste Mongenais        |           |         |
| 1862    | 1864    | Amable Clément-Cholet          |           |         |
| 1864    | 1866    | Jean-Baptiste Mongenais        |           |         |
| 1866    | 1874    | Jean-Baptiste-Amédée Mongenais |           |         |
| 1874    | 1875    | John Fletcher* Hugh McMillan*  |           |         |
| 1875    | 1878    | John Fletcher                  |           |         |
| 1878    | 1880    | Jean-Baptiste-Amédée Mongenais |           |         |

Note : La municipalité de paroisse de Sainte-Madeleine de Rigaud comprend alors le territoire des actuelles municipalités de Rigaud, Pointe-Fortune et Très-Saint-Rédempteur. En 1880, Pointe-Fortune et Très-Saint-Rédempteur deviennent des municipalités autonomes, alors que la municipalité de village de Rigaud se détache de la municipalité de paroisse.
* Intérim
| Période | Période | Identité                          | Étiquette | Qualité     |
| ------- | ------- | --------------------------------- | --------- | ----------- |
| 1880    | 1881    | Jean-Baptiste-Amédée Mongenais    |           |             |
| 1881    | 1895    | Louis-Joseph Chevrier             |           |             |
| 1895    | 1902    | Elzéar Sabourin                   |           | Cultivateur |
| 1902    | 1906    | Joseph-Édouard Napoléon St-Julien |           |             |
| 1906    | 1910    | Orphir Lalonde                    |           |             |
| 1910    | 1911    | Joseph-Édouard Napoléon St-Julien |           |             |
| 1911    | 1912    | Louis-Joseph-Napoléon Chevrier    |           |             |
| 1912    | 1918    | Joseph-Évariste Quesnel           |           |             |
| 1918    | 1919    | Joseph-Édouard Napoléon St-Julien |           |             |
| 1919    | 1937    | Elzéar Sabourin                   |           | Cultivateur |
| 1937    | 1963    | Léon Faubert                      |           |             |
| 1963    | 1969    | Émilien Hurtubise                 |           |             |
| 1969    | 1972    | René Brazeau                      |           |             |
| 1972    | 1977    | Conrad Cadieux                    |           |             |
| 1977    | 1979    | Gildor E. Roy                     |           |             |
| 1979    | 1995    | Jean-Guy Faubert                  |           |             |

Note : Cette municipalité correspond aux aires rurales de l'actuelle municipalité de Rigaud, en excluant l'aire urbaine, qui correspond alors à la municipalité de village puis de ville de Rigaud.
| Période | Période | Identité                       | Étiquette | Qualité     |
| ------- | ------- | ------------------------------ | --------- | ----------- |
| 1880    | 1882    | Joseph-Alphonse Chevrier       |           |             |
| 1883    | 1888    | Jean-Baptiste-Amédée Mongenais |           |             |
| 1889    | 1891    | Joseph-Alphonse Chevrier       |           |             |
| 1892    | 1893    | James Fletcher                 |           |             |
| 1893    | 1900    | Émery Lalonde                  |           |             |
| 1900    | 1902    | Archibald de Léry MacDonald    |           | Seigneur    |
| 1903    | 1904    | James Fletcher                 |           |             |
| 1904    | 1904    | Archibald de Léry MacDonald    |           | Seigneur    |
| 1904    | 1907    | Joseph-Alphonse Chevrier       |           |             |
| 1907    | 1907    | Gustave Boyer                  |           | Vétérinaire |
| 1908    | 1910    | Joseph-Alphonse Chevrier       |           |             |
| 1910    | 1913    | Archibald de Léry MacDonald    |           | Seigneur    |
| 1913    | 1913    | Charles L. Champagne           |           | Avocat      |
| 1913    | 1920    | Gustave Boyer                  |           | Vétérinaire |
| 1920    | 1923    | Elzéar Montpetit               |           |             |
| 1923    | 1924    | Joseph Lafleur                 |           |             |
| 1924    | 1927    | Elzéar Montpetit               |           |             |
| 1927    | 1933    | J.O. Levac                     |           |             |
| 1933    | 1935    | Joseph Lefebvre                |           |             |
| 1935    | 1948    | Oscar Gendron                  |           |             |
| 1948    | 1951    | A.E. Robillard                 |           |             |
| 1951    | 1965    | Oscar Gendron                  |           |             |
| 1965    | 1968    | Antonio Bussière               |           |             |
| 1968    | 1975    | Jean-Marc Séguin               |           |             |
| 1975    | 1987    | Aimé Aubry                     |           |             |
| 1987    | 1991    | Jean Goupil                    |           |             |
| 1991    | 1995    | Gildor E. Roy                  |           |             |

Note : La municipalité de village puis de ville de Rigaud correspond à peu près à l'aire urbaine de l'actuelle municipalité de Rigaud.
| Période | Période  | Identité          | Étiquette      | Qualité |
| ------- | -------- | ----------------- | -------------- | ------- |
| 1995    | 1999     | Jean-Guy Faubert  |                |         |
| 1999    | 2013     | Réal Brazeau      | Équipe Brazeau |         |
| 2013    | En cours | Hans Jr Gruenwald | -              |         |

| Taux de participation | .                | .               | .                              | .                         |                                      |                  |                  |               |               |
| Maire | Réal Brazeau     | Réal Brazeau    | Hans Gruenwald                 | Hans Gruenwald            |                                      |                  |                  |               |               |
| 1 - Rigaud-sur-le-Lac - Dragon - Choisy | Rolland Parent   | Rolland Parent  | Yannick Sauvé                  | Marie-Claude Frigault \|- | 2 - Mountain Ranches - Saint-Georges | Martine Paquette | Martine Paquette | Archie Martin | Archie Martin |
| 3 - La Baie - Haut-de-la-Chute - Petit-Brûlé | Aline Chevrier   | Aline Chevrier  | Michel Sauvé* Edith De Harne** | Edith de Haerne           |                                      |                  |                  |               |               |
| 4 - Saint-François | Robert Pelletier | Pierre Brasseur | André Boucher                  | André Boucher             |                                      |                  |                  |               |               |
| 5 - Grande-Ligne | Mario Gauthier   | Mario Gauthier  | Mario Gauthier                 | Mario Gauthier            |                                      |                  |                  |               |               |
| 6 - Bourget | Yvon Faubert     | Yvon Faubert    | Danny Lalonde                  | Danny Lalonde             |                                      |                  |                  |               |               |
| Les désignations de districts traduisent la délimitation de 2017. Les limites pour les années antérieures peuvent être différentes. (Entre parenthèses) Proportion des voix. (a) Élu sans opposition. * Élu au début du terme mais ayant quitté avant la fin du terme. ** Non élu au début du terme mais en cours de terme. |                  |                 |                                |                           |                                      |                  |                  |               |               |

L'administration municipale compte les services suivants : urbanisme; sécurité incendie; travaux publics; services récréatifs et communautaires. La municipalité de Rigaud met sur pied une première succursale du Comité 21, une organisation internationale vouée à la transmission du savoir en développement durable.
La municipalité de Rigaud adopte en 2013 la Politique familiale municipale - Municipalité amie des aînés de Rigaud, laquelle cible plusieurs enjeux et objectifs : favoriser l'intégration des nouveaux arrivants; réduire l'exode des aînés, des familles et des jeunes; diversifier et bonifier l'offre de logements; améliorer la sécurité des déplacements, notamment au village; sensibiliser les commerçants aux besoins spécifiques; améliorer l'accès aux réseaux cyclables; promouvoir et coordonner les services des organismes communautaires; contrer la précarité alimentaire et l'isolement; intégrer les aînés aux activités municipales; développer le bénévolat; accroître l'accessibilité à la culture; favoriser la santé et le bien-être physique; améliorer l'esthétique du territoire. Rigaud est l'une des trente municipalités québécoises détenant quatre fleurons (Excellent. Embellissement horticole remarquable dans la majorité des domaines) dans le cadre du programme des Fleurons du Québec.
En 2011, la Municipalité de Rigaud fait l'acquisition du bâtiment ayant abrité le Jardin de l'enfance pour y établir le nouvel hôtel de ville, l'édifice de l'administration municipale sur le chemin J.-René-Gauthier à l'est du village requérant trop de mises à niveau. Le règlement d'emprunt pour la réalisation du projet a été annulé par le conseil municipal après le dépôt d'une pétition de 1 229 citoyens s'opposant au projet. En 2013, les services administratifs de la municipalité sont relocalisés temporairement dans un immeuble en location à l'ouest du village. La Ville projette l'ouverture en 2017 du nouvel hôtel de ville au centre du village près du parc Desjardins-de-Rigaud et de la gare, d'une nouvelle caserne de pompiers et des premiers répondants sur le site de l'ancienne halte routière à l'ouest du village, ainsi qu'un nouveau garage municipal dans le parc industriel. Pour financer en partie ces investissements, le conseil municipal envisage la vente des actifs du chemin J.-René-Gauthier ainsi que le Jardin de l'enfance.
Le groupe Les citoyens au courant mobilise en 2013 la population de la région de Rigaud contre le projet de la compagnie Enbridge de transport de pétrole de sables bitumineux dans le pipeline passant à Rigaud et dans les municipalités limitrophes, arguant que cette entreprise est responsable du plus important déversement pétrolier en Amérique du Nord.
La municipalité dispose d'une richesse foncière uniformisée de neuf cents millions de dollars, dont près de quatre-vingt millions en immeubles non imposables, en raison de la présence d’établissements d’enseignement. La répartition selon les fonctions résidentielle, commerciale et industrielle, et agricole est semblable à celles dans les municipalités de taille comparable et dans les autres municipalités de Vaudreuil-Soulanges. Une part de 71,4 % des recettes municipales provient des taxes foncières, ce qui est supérieur aux municipalités de taille comparable. Le taux de taxation est comparable aux autres municipalités de la MRC mais moindre que dans les municipalités de taille comparable. Inversement, la charge fiscale moyenne est moindre que dans la MRC, où la population demeure davantage en banlieue qu'en milieu rural, mais plus grande que dans les municipalités de taille comparable. L'endettement de long terme de la municipalité en regard de la richesse foncière uniformisée est nettement inférieur aux municipalités comparables ou dans la MRC.
Finances municipales, 2012
| Indicateur                                          | Rigaud    | Classe de population a | MRC de Vaudreuil-Soulanges |
| --------------------------------------------------- | --------- | ---------------------- | -------------------------- |
| Richesse foncière uniformisée (RFU)                 | 900,0 M$  | …                      | …                          |
| RFU non imposable (institutionnel)                  | 79,7 M$   | …                      | …                          |
| Part RFU imposable, résidentiel                     | 78,1 %    | 70,6 %                 | 81,0 %                     |
| Part RFU imposable, industriel et commercial        | 11,8 %    | 12,9 %                 | 11,4 %                     |
| Part RFU imposable, agricole                        | 5,0 %     | 7,3 %                  | 3,9 %                      |
| RFU par habitant                                    | 116 500 $ | 103 613 $              | 117 464 $                  |
| Part des taxes dans l'ensemble des revenusb         | 71,4 %    | 60,6 %                 | 71,5 %                     |
| Taux global de taxation uniformisé                  | 0,944 9 $ | 1,083 7 $              | 0,934 0 $                  |
| Charge fiscale moyenne                              | 2 369 $   | 2 079 $                | 2 623 $                    |
| Endettement total net à long terme par 100 $ de RFU | 1,26 $    | 1,81 $                 | 2,10 $                     |

(a) Ensemble des 281 municipalités québécoises dont la population est entre 2 000 et 9 999 habitants. (b) Données 2011.
Rigaud est jumelé avec :
- Courseulles-sur-Mer (France)

### Niveau régional et représentation parlementaire
Du point de vue régional, Rigaud fait partie de la municipalité régionale de comté (MRC) de Vaudreuil-Soulanges. La gestion des transports du ministère des Transports du Québec est assurée par la direction territoriale de l'Ouest-de-la-Montérégie. Pour le domaine du tourisme, Rigaud est rattachée à Tourisme Suroît. À l'échelle métropolitaine, Rigaud se trouve à la frange de la région métropolitaine de Montréal et bien relativement près (50 km du centre de Montréal), n'y est pas rattachée sur le plan administratif, à l'instar des autres municipalités de l'ancienne seigneurie de Rigaud (Sainte-Marthe, Très-Saint-Rédempteur, Pointe-Fortune). Comme celles-ci, Rigaud ne fait pas partie de la Communauté métropolitaine de Montréal contrairement à ses voisines à l'est, Hudson et Saint-Lazare. De la même façon, le territoire de juridiction de l'Autorité régionale de transport métropolitain inclut Hudson et Saint-Lazare mais exclut Rigaud. Ce découpage administratif est cohérent avec la dynamique des échanges économiques de Rigaud avec la région métropolitaine qui ne sont pas suffisants pour que Statistique Canada inclut la municipalité dans la région métropolitaine de recensement de Montréal alors que Hudson et Saint-Lazare y sont comprises.
Rigaud fait partie de la circonscription électorale de Soulanges à l'Assemblée nationale du Québec. Au Parlement fédéral, Rigaud est représenté par le député de Vaudreuil-Soulanges. Au Sénat du Canada, Rigaud fait partie de la division sénatoriale de Rigaud.

## Démographie
| 1971  | 1976  | 1981  | 1986  | 1991  |
| ----- | ----- | ----- | ----- | ----- |
| 3 832 | 4 453 | 4 872 | 4 928 | 5 770 |

| 1996  | 2001  | 2006  | 2011  | 2016  |
| ----- | ----- | ----- | ----- | ----- |
| 6 057 | 6 095 | 6 780 | 7 346 | 7 854 |

La population totale de Rigaud est de 7 777 habitants selon le Recensement du Canada de 2016, soit une hausse de 433 personnes (5,9 %) entre 2011 et 2016. La densité brute de la population est de 78,4 habitants/km2 pour l'ensemble de la municipalité. Le parc résidentiel s'élève à 3 525 logements privés, dont 3 285 sont occupés par des résidents habituels,. Un total de 4 394 habitants (59,8 %) vivent à l'intérieur du village de Rigaud, alors que 2 952 habitants (40,2 %) vivent dans les aires rurales de la municipalité (2011). La population totale de la municipalité augmente sensiblement, notamment depuis 2001. Le taux de croissance de la population est de 8,3 % entre 2006 et 2011. Ce taux de croissance est comparable dans le village et dans les aires rurales. La densité brute de la population est de 74,1 habitants/km2 pour l'ensemble de la municipalité. Elle est dix fois plus élevée dans le village, soit 756,6 habitants/km2. Dans les aires rurales, elle est en moyenne de 46,2 habitants/km2. La population agricole est estimée à 300 personnes.
Le groupe d'âge le plus nombreux en 2011 est la population en âge de travailler plus âgée (45-64 ans), qui sont 2 430 personnes ou le tiers de la population totale. Le reste de la population se distribue entre les autres groupes d'âge. L'âge médian est de 45,1 ans en 2011. Il s'agit d'une augmentation de 2,8 ans en dix ans, l'âge médian étant de 42,3 ans en 2001. Les effectifs des différents groupes d'âge présente des croissances comparables à l'exception des personnes âgées entre 25 et 44 ans, dont l'effectif demeure à peu près stable, ainsi que le groupe des personnes âgées entre 45 et 64 ans qui s'accroît de 38,1 % entre 2001 et 2011, soit presque deux fois plus que l'ensemble de la population (20,1 %).
Le nombre de ménages à Rigaud est de 3 070 en 2011. Le nombre moyen de personnes par ménage est de 2,33. Environ 185 personnes, ou 2,5 % de la population totale, ne vivent pas dans des ménages privés mais dans des institutions. Les ménages privés se partagent à peu près également entre les familles avec enfants (36,5 %), les couples sans enfants (30,9 %) et les ménages comptant une seule personne (29,0 %). Les familles monoparentales représentent un ménage sur dix mais leur nombre s'accroît deux fois plus rapidement que pour l'ensemble des ménages. Les personnes non apparentées vivant en colocation demeurent un phénomène mineur. La structure des ménages a peu changé entre 2001 et 2011.
Population totale, 1831-2018,
La population de Rigaud est relativement âgée. Le groupe d'âge le plus important est celui des 45-64 ans, soit la population active mature ou pré-retratiée suivie par les 25-44 ans, c'est-à-dire la population active en début ou à mi-carrière. Les 65-84 ans sont particulièrement nombreux, alors que les enfants (0-14 ans) sont nettement sous-représentés. L'âge moyen y est de 43,9 ans, soit bien davantage que la MRC de Vaudreuil-Soulanges (39,4 ans) et davantage que la région de Montréal (40,6 ans) ou le Québec (41,9 ans). de plus, la structure d'âge montre un fort vieillissement depuis 20 ans,. La structure d'âge peut être expliquée par le faible nombre de ménages qui s'installent à Rigaud, comparativement aux ménages d'âge mûr, de même que par la présence de résidences pour personnes âgées.
| Groupe d'âge   | Rigaud | Rigaud | Rigaud | Rigaud | Rigaud              | Rigaud              | Rigaud              | Comparateurs 2016 (%) | Comparateurs 2016 (%) | Comparateurs 2016 (%) |
| Groupe d'âge   | 1996   | 1996   | 2016   | 2016   | Variation 1996-2016 | Variation 1996-2016 | Variation 1996-2016 | Vaudreuil- Soulanges  | RMR de Montréal       | Québec                |
| Groupe d'âge   | Nb     | %      | Nb     | %      | Nb                  | %                   | Points              | Vaudreuil- Soulanges  | RMR de Montréal       | Québec                |
| -------------- | ------ | ------ | ------ | ------ | ------------------- | ------------------- | ------------------- | --------------------- | --------------------- | --------------------- |
| 0-14 ans       | 1 135  | 18,7 % | 1 235  | 15,9 % | 100                 | 8,8 %               | 2,8 %               | 19.6 %                | 16,9 %                | 16,3 %                |
| 15-24 ans      | 720    | 11,8 % | 810    | 10,4 % | 90                  | 12,5 %              | 1,4 %               | 11,5 %                | 12,1 %                | 11,4 %                |
| 25-44 ans      | 1 755  | 28,9 % | 1 700  | 21,8 % | 55                  | 3,1 %               | 7,0 %               | 25,2 %                | 27,4 %                | 25,3 %                |
| 45-64 ans      | 1 530  | 25,2 % | 2 460  | 31,6 % | 930                 | 60,8 %              | 6,4 %               | 29,5 %                | 27,3 %                | 28,6 %                |
| 65-84 ans      | 845    | 13,9 % | 1 395  | 17,9 % | 550                 | 65,1 %              | 4,0 %               | 12,8 %                | 14,2 %                | 16,0 %                |
| 85 ans et plus | 95     | 1,6 %  | 185    | 2,4 %  | 90                  | 94,7 %              | 0,8 %               | 1,3 %                 | 2,2 %                 | 2,3 %                 |
| Total          | 6 095  | 100 %  | 7 780  | 100 %  | 1 705               | 28,0 %              | ...                 | 100 %                 | 100 %                 | 100 %                 |
| Âge moyen      | .      |        | 43,6   |        | ...                 | ...                 | ...                 | 39,4                  | 40,6                  | 41,9                  |

| Type de ménage             | Ménages   | Ménages   |
| Type de ménage             | Nombre    | %         |
| -------------------------- | --------- | --------- |
| Personnes seules           | 90        | 20 %      |
| Groupes en cooccupation    | 10        | 2 %       |
| Couples sans enfants       | 160       | 36 %      |
| Familles biparentales      | 140       | 34 %      |
| Familles monoparentales    | 40        | 9 %       |
| Total                      | 435       | 100 %     |
| Appartenance à un ménage   | Personnes | Personnes |
| Appartenance à un ménage   | Nombre    | %         |
| Personnes/ménage           | 2,5       | ...       |
| Personnes dans les ménages | 1 080     | 100 %     |
| Personnes hors ménage      | -         | -         |
| Population totale          | 1 080     | 100 %     |

Ménages 2001-2011
| Type de ménage(a)                    | 2001 (nb) | (%)    | 2011 (nb) | (%)    | Variation 2001-2011 |
| ------------------------------------ | --------- | ------ | --------- | ------ | ------------------- |
| Personnes hors ménages(b)            |           |        | 185       |        |                     |
| Personnes vivant seules              | 655       | 27,0 % | 890       | 29,0 % | 35,9 %              |
| Couples sans enfants(c)              | 805       | 33,1 % | 950       | 30,9 % | 18,0 %              |
| Familles avec enfants(c)             | 905       | 37,2 % | 1 120     | 36,5 % | 23,8 %              |
| Ménages en colocation(d)             | 65        | 2,7 %  | 80        | 2,6 %  | 23,1 %              |
| Total des ménages                    | 2 430     | 100 %  | 3 070     | 100 %  | 26,3 %              |
| Familles monoparentales(e)           | 215       | 8,8 %  | 320       | 10,4 % | 48,8 %              |
| Nombre moyen de personnes par ménage |           |        | 2,33      |        |                     |

(a) Type de ménage privé seulement; (b) Personnes vivant en institution; (c) Ménages pouvant comprendre d'autres personnes que le couple ou la famille, apparentées ou non apparentées; (d) Ménages composés uniquement de deux ou plusieurs personnes non apparentées; (e) Comprises dans les familles avec enfants

## Économie
La base de l'économie de Rigaud inclut principalement les activités récréatives et touristiques, lesquelles s'appuient sur son potentiel naturel et sa situation géographique. Rigaud compte 170 entreprises sur son territoire. L'Association des gens d'affaires de Rigaud (AGAR) promeut une politique d'achat local dans la collectivité.

### Agroalimentaire
La production agricole à Rigaud est en grande partie composée de fermes laitières situées dans l'ouest du territoire, par exemple la ferme Jorica. D'autres types d'exploitations existent également, ainsi la culture de cassis et de gadelle au Jardin des baies. Le vignoble La romance du vin, dont le nom rappelle le titre du poème d'Émile Nelligan, est situé près de la rivière Rigaud à Rigaud. Ce vignoble produit depuis 1999 plusieurs vins dont le Brouillard d'automne, de vendage tardive rosée. Rigaud compte des établissements agricoles spécialisés, par exemple la ferme biologique de pintades Plumes des champs,. Plusieurs fermes équestres se trouvent à Rigaud, ainsi la ferme Dunelm.
Chaque été entre la fin mai et la fin septembre, le Marché champêtre de Rigaud prend place le vendredi au centre du village, sur la rue Saint-Viateur et au parc Desjardins-De-Rigaud. Ce marché offre des produits agricoles de la région. Les entreprises agricoles de Rigaud comprennent notamment Les jardins de Chantal en horticulture.
| | Nombre de fermes ou de travailleurs | Superficie (ha) nombre de têtes ou autres quantités               |
| Terres en culture |                                     | 4 672 ha                                                          |
| Pâturages |                                     | 430 ha                                                            |
| Boisés et milieux humides                                                                                               |                                     | 766 ha                                                            |
| Autres |                                     | 116 ha                                                            |
| Total des terres |                                     | 5 984 ha                                                          |
| Blé | 4                                   | 66 ha                                                             |
| Avoine | 4                                   | 42 ha                                                             |
| Soja | 4                                   | 1 442 ha                                                          |
| Maïs | 4                                   | 1 285 ha                                                          |
| Foin | 12                                  | 1 030 ha                                                          |
| Légumes | 1                                   | X                                                                 |
| Floriculture | 3                                   | 2 536 m2 de serre                                                 |
| Apiculture | 2                                   | X                                                                 |
| Produits de l'érable | 5                                   | 6 771 entailles                                                   |
| Bovins laitiers | 13                                  | 129 têtes                                                         |
| Bovins de boucherie | 2                                   | 240 têtes                                                         |
| Porcs | 1                                   | X                                                                 |
| Moutons | 2                                   | 1 139 têtes                                                       |
| Chevaux | 14                                  | 212 têtes                                                         |
| Poulets et œufs | 7                                   | 332 têtes, 1 025 douzaines                                        |
| Autres | 10                                  | X lamas et alpages, lapins, bisons, sangliers et autres volailles |
| Toutes fermes (recettes annuelles)                                                                                      | 72                                  | 11 978 486 $                                                      |
| Exploitants agricoles (nombre travaillant plus de 30 heures sur la ferme, et ceux plus de 30 heures travail hors ferme) | 95                                  | 60 et 25                                                          |
| Employés (semaines payées)                                                                                              | 79                                  | 1 966 semaines                                                    |

### Institutions

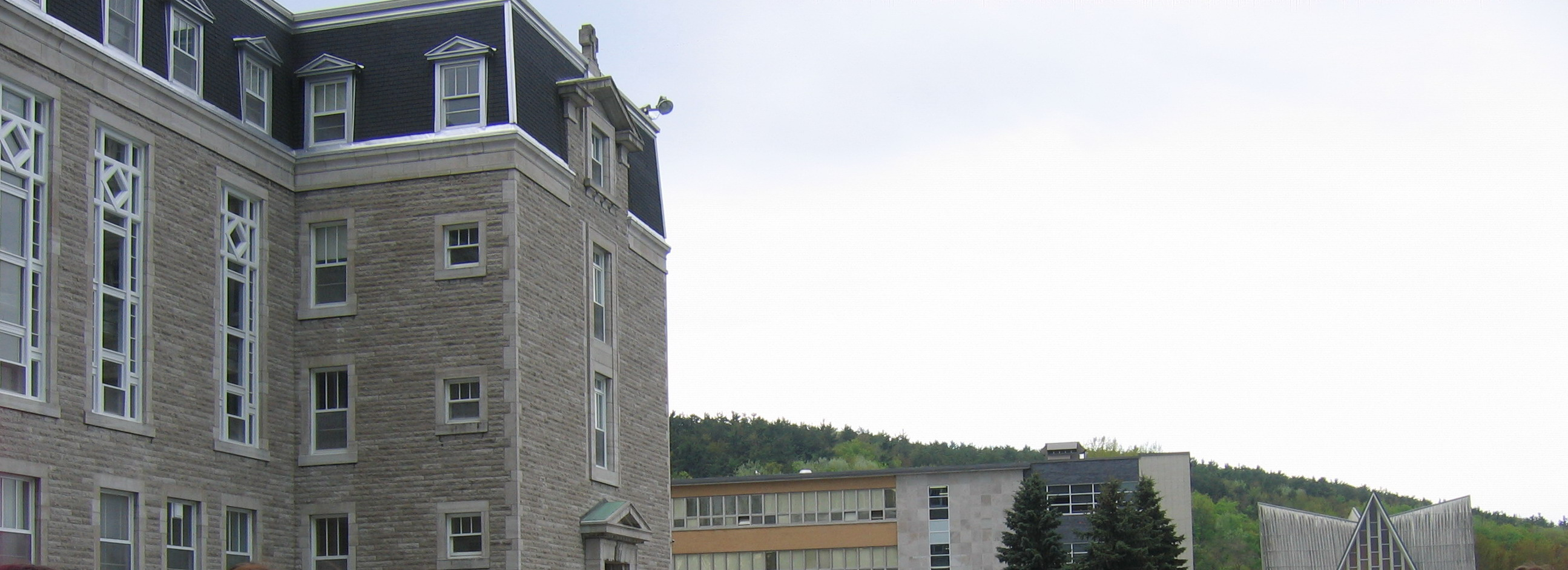
Collège Bourget

Rigaud compte deux établissements d'enseignement s'adressant à une clientèle de provenance nationale. Le Collège Bourget est un collège d'enseignement privé, catholique, établi en 1850 pour les garçons mais devenu mixte durant la décennie 1960. Dans ce collège ont étudié plusieurs personnes aujourd'hui renommées, provenant de partout au Québec, de l'Ontario ou de la Nouvelle-Angleterre. Le collège dispense la formation primaire (depuis 1999) et secondaire, après avoir offert le cours classique et le cours scientifique et commercial.
Le Centre d'apprentissage de l'Agence des services frontaliers du Canada est un établissement fédéral donnant la formation à tous les futurs douaniers du Canada dans les deux langues officielles.

### Récréotourisme

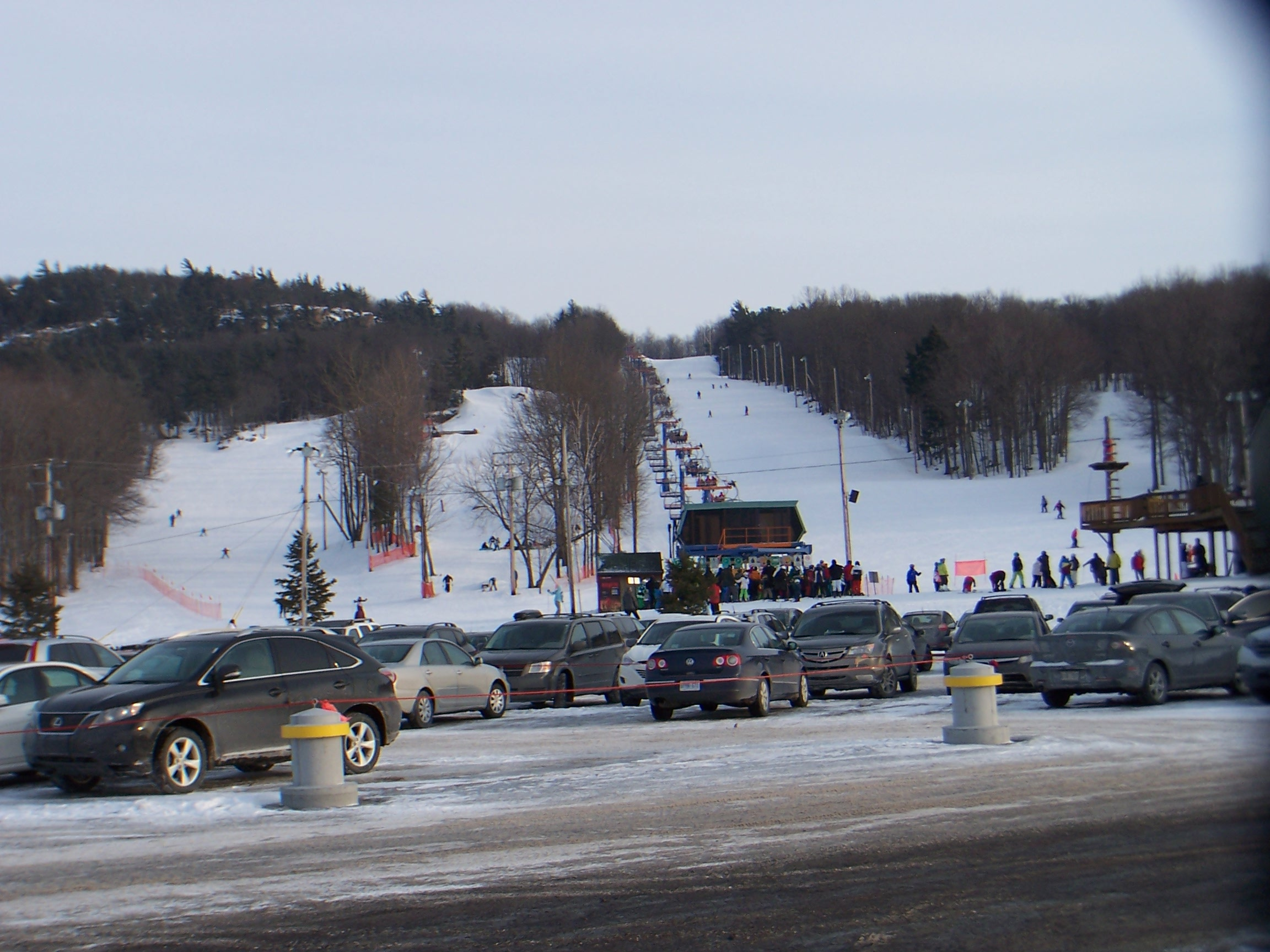
Ski Mont Rigaud

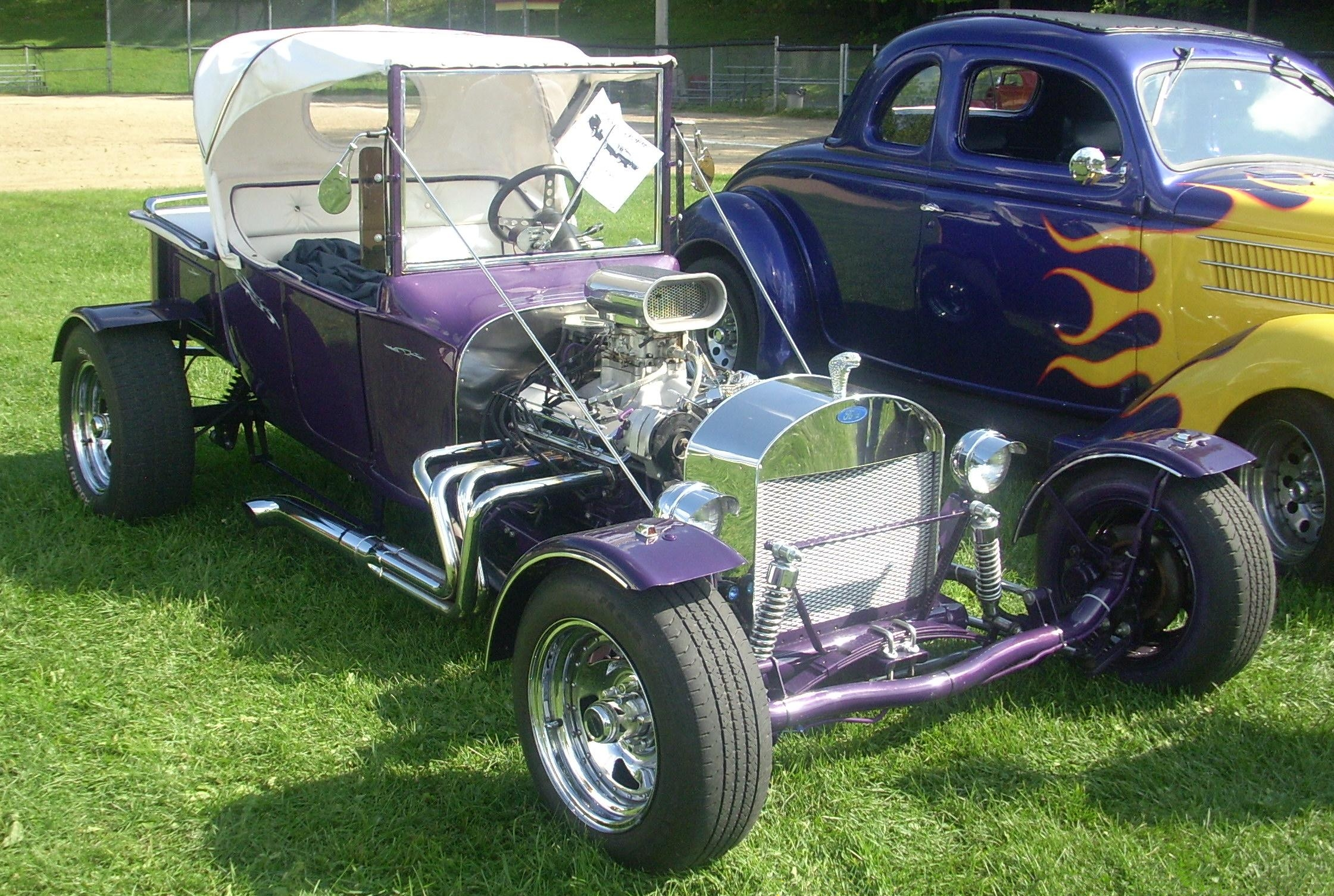
Hot Rod and Kustom Rumble

Le potentiel récréotouristique de Rigaud s'est développé à partir de son village mais surtout de par la présence du mont Rigaud. La proximité de Montréal et d'Ottawa, de même que le passage de nombreux voyageurs en transit, constituent des marchés importants.
Les activités liées à la nature se développent dans le milieu champêtre de la montagne de Rigaud :
les parcours dans les arbres chez Arbraska et au Parc-Aventure du Mont-Rigaud, le ski alpin au centre de ski Mont Rigaud, la randonnée pédestre, en raquette ou à ski de fond sur les Sentiers de l'Escapade, l'équitation, le vélo. Un total de 25 panneaux d'interprétation sillonnent les sentiers. Une Croix illuminée sur le sommet de la montagne est visible la nuit. Les érablières du mont sont exploitées à des fins commerciales, notamment à la Sucrerie de la Montagne. Rigaud est aussi un lieu de pèlerinage par son Sanctuaire Notre-Dame-de-Lourdes, érigé par le Collège Bourget, et accueillant plus de 40 000 pèlerins par année. Le festival des couleurs de Rigaud, qui a lieu pendant trois jours au début d'octobre de chaque année, accueille 35 000 visiteurs à sa 15e édition en 2012. Les retombées économiques pour les commerces locaux sont estimées à 2 millions de dollars. Il comporte plusieurs activités comme des excursions en montagne, des jeux avec arbres, des spectacles et concerts, un salon équestre, un marché des saveurs, une exposition de perles et de métiers d'art, des jeux pour enfants, une dégustation de bières, de l'animation autochtone, une messe et un pèlerinage au sanctuaire.
Les services d'hébergement sont disponibles à la sucrerie, dans des auberges et gites champêtres comme l'Auberge Rivière Rigaud, l'Auberge du Mont-Rigaud, le Point de Vue, Au versant de la Montagne, mettant en valeur les attraits naturels de Rigaud, ou encore dans des établissements à l'intérieur du village comme l'Hôtel Travelodge ou le Motel Bélair, ainsi que près de échangeur 17 de l'autoroute 40 tels le Hudson Inn et l'Hôtel orcaSound, bénéficiant de l'achalandage de transit,. Le terrain de camping Choisy à l'est de la municipalité offre 400 emplacements alors que le camping Trans-canadien près de la baie de Rigaud en compte 200.
En raison de son emplacement le long de l'autoroute 40, Rigaud a vu se développer plusieurs établissements desservant la clientèle des automobilistes de passage. À l'échangeur 12 à l'est du village, le ministère du Tourisme du Québec opère un centre d'informations touristiques auquel s'adjoignent quelques établissements de restauration rapide et des stations service. L'entreprise Aires de service Québec, propriétaire des immeubles de l'aire de service à Rigaud et dans plusieurs autres municipalités, en formule de partenariat public privé avec le ministère des Transports du Québec se met, en janvier 2013, sous la protection de la Loi sur les arrangements avec les créanciers en raison de non-paiement de loyer par le Ministère, paiement représentant 27 % des revenus de l'entreprise. Comme le terrain appartient au gouvernement du Québec, l'entreprise n'est pas admissible à un emprunt bancaire et est donc limitée à son capital privé. Cette aire de service remplace l'ancienne halte routière Olivier-Guimond qui existait à l'échangeur 9, à l'ouest du village. À l'échangeur 17 à l'est du territoire municipal, en milieu rural et à la jonction de la route 201 s'est développé un pôle de postes d'essence, de restauration rapide et d'hôtellerie aussi important que le pôle officiel dans le village.
Plusieurs événements ont lieu à Rigaud chaque année à différentes périodes de l'année. Des activités ont lieu toute la journée aux parcs Desjardins-de-Rigaud et Chartier-De Lotbinière lors de la Fête nationale du Québec. Le Hot Rod and Kustom Rumble, qui a lieu en août depuis 6 ans, prend la forme d'une foire où sont exposées en plein air des voitures anciennes et où se produisent des groupes de musique rockabilly. L'Été Show, présente, au parc Desjardins-de-Rigaud pendant toute la période estivale, des spectacles hebdomadaires en plein air les mercredis à 19 h pour enfants et les jeudis à 20 h pour adultes.

### Commerce et services
Les services de restauration de Rigaud se limitent généralement à la restauration rapide ou populaire, il y a aussi un bistro-bar nommé Soleil Levent. Vous pourrez aussi hausser votre teint en vous faisant bronzer dans leurs charmantes machines. Malgré la présence de quelques établissements spécialisés comme le Pierre de Rigaud.

## Culture

### Patrimoine

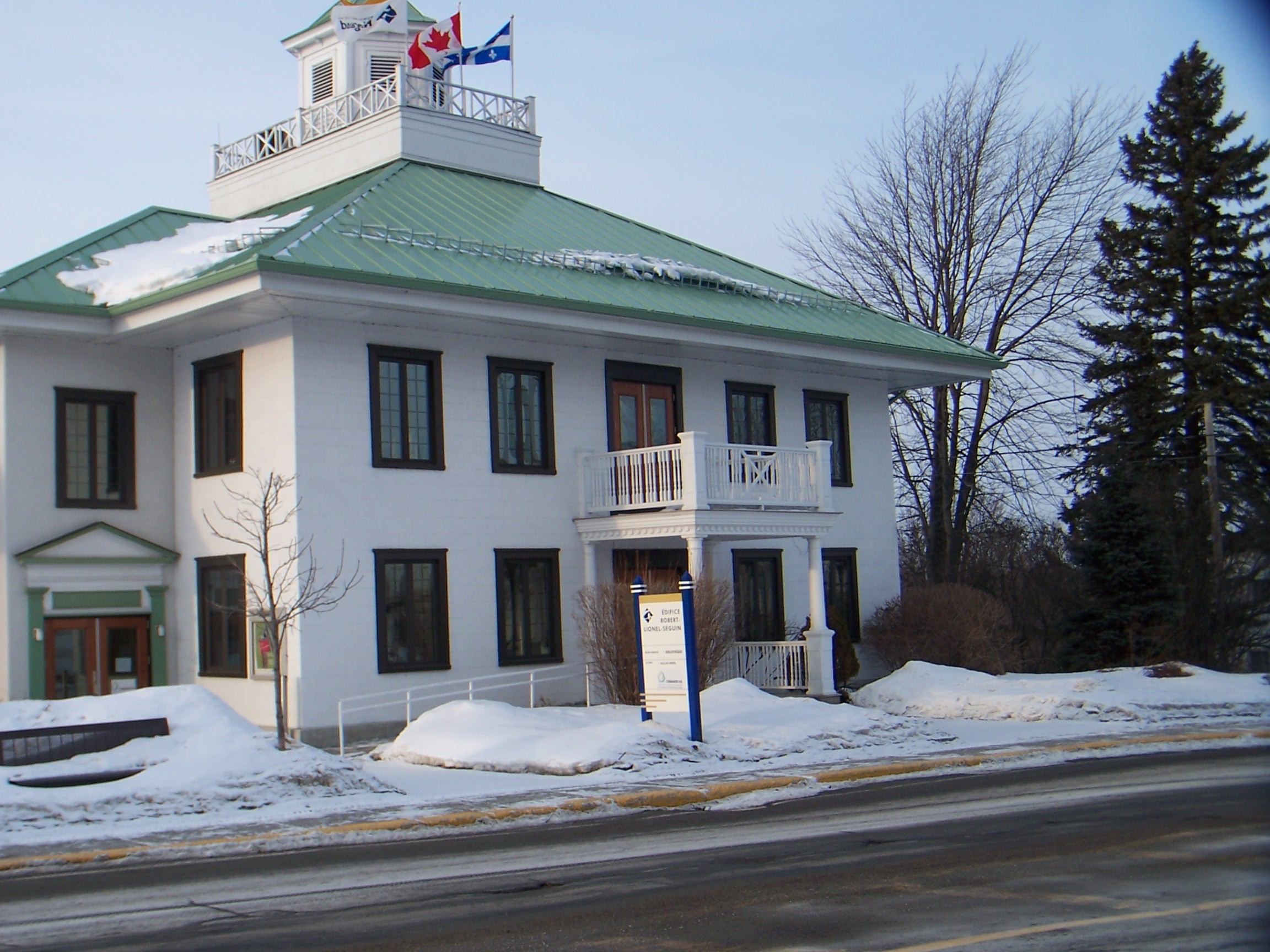
Édifice Robert-Lionel-Séguin

Parmi les lieux patrimoniaux de la Montérégie inscrits au répertoire des lieux patrimoniaux du Canada, mentionnons l'ancien hôtel de ville de Rigaud (Édifice Robert-Lionel-Séguin) et la gare de Rigaud. L'organisme Rues principales Rigaud procède en 1998 au premier inventaire des bâtiments historiques et patrimoniaux de Rigaud. La communauté locale de Rigaud est particulièrement intéressée au patrimoine et à la culture, comptant parmi ses citoyens l'ethnologue Robert-Lionel Séguin, qui accumule au cours de sa vie quelque 35 000 objets dont plus la moitié fait maintenant partie de la collection du Musée Pop à Trois-Rivières. Luke De Stephano, généalogiste et philatéliste, collectionne également plusieurs objets, dont 164 font partie de la collection du Musée régional de Vaudreuil-Soulanges à Vaudreuil-Dorion; il est l'auteur de trois ouvrages d'histoire régionale de la collection 100 ans Noir sur Blanc. Il est également responsable de la donation du fonds d'archives Yves Quesnel par la Société historique de Rigaud au Musée régional de Vaudreuil-Soulanges, de même que cofondateur du Centre d'histoire La Presqu'île en 1991.
Les principaux lieux et bâtiments d'intérêt incluent l'ancien bureau de poste, le Collège Bourget, la Croix du mont Rigaud, l'église Sainte-Madeleine de Rigaud, le Jardin du Sacré-Cœur, l'Hôtel Villeneuve, la résidence Esther-Blondin (ancien couvent), la Statue du Sacré-Cœur de Jésus, le parc Desjardins-de-Rigaud, de même que les maisons Achille Séguin, Antoine Phaneuf, Arthur Mercier, Auguste et Saul de Repentigny, Bernard Lalonde, Cajétan Fournier, Donald McMillan, du sénateur Boyer, Durocher, Émile Coole, Henri Séguin, Hyacinthe Robert, Jean-Baptiste-Amédée Mongenais, John Fletcher, Joseph Lafleur, Maurice Bertrand, Prospère Pas-de-Barbe, Robert Lionel Séguin, Sidné Robert et Stéphen Fournier.

### Littérature
Rigaud est l'objet de quelques contes ou légendes. Le mont Rigaud abrite, près du sanctuaire Notre-Dame-de-Lourdes, un célèbre champ de pierres arrondies, appelé, selon les versions, le champ de guérets, le champ du diable ou le champ de patates, dont l'origine fut d'abord expliquée par un conte religieux. Un cultivateur y ayant, disait-on, labouré sa terre un dimanche, en fut puni car les patates (pommes de terre) qu'il y sema poussèrent si bien qu'elles furent transformées en pierres. Suivant une autre version, le paysan était un étranger à l'aspect terrifiant qui, après avoir été prévenu par les gens de l'endroit que ne pas aller à la messe le dimanche lui porterait malheur, commença à labourer ses champs puis blasphéma. Dieu, en colère, fit tomber des milliers de cailloux qui recouvrirent son champ,.
Le salon du livre de Rigaud se tient au mois de mars depuis 2012 sous le patronage du Cercle d'histoire de Rigaud,,.

### Arts d'interprétation
La pièce Le p'tit bonheur de Félix Leclerc, créée à Vaudreuil en 1948, est présentée la même année à l'auditorium du Collège Bourget. La montagne de Rigaud fait l'objet du film Une colline chez les hommes d'André Desrochers. La maison Arthur Mercier est le lieu de tournage de plusieurs scènes de l'émission de télévision L'Ombre de l'épervier en 1997.
Rigaud est devenu un nom fort connu au Québec et au Canada français, par une chanson populaire de la famille Soucy créée en 1958, intitulée C'est en revenant de Rigaud et racontant l'histoire d'un homme subjugué par une femme au retour de ce lieu : il en fut pris d'un éternel hoquet… et dut accepter les avances et la demande en mariage qu'elle lui fit,,.
Plusieurs Rigaudiens œuvrent dans le domaine de la télévision et de la chanson, notamment Gildor Roy, humoriste, et sa sœur, Maxim Roy, comédienne. Philippe Trudel Chevalier lance son album L'Aspiracoeur en 2013.

### Arts visuels
La bibliothèque de Rigaud et le Botryche présentent des expositions temporaires d'arts visuels. L’Art sur les galeries est une exposition se tenant à la Saint-Jean-Baptiste en plein air sur la rue Saint-Jean-Baptiste depuis 2000 et regroupant une soixantaine d’artistes. Cette exposition est organisée par les Amis de la Culture de Rigaud (AACR). Le Tour des Ateliers de l’Ouest du Québec, organisé à Rigaud, permet de découvrir, tous les mois de septembre, les œuvres des artistes-peintres, sculpteurs, photographes et artisans d’art de la presqu'île de Vaudreuil-Soulanges. La communauté de Rigaud compte plusieurs artistes, notamment Robert Slatkoff, photographe,,, Merle Halpenny-Roy, d'origine britannique, peignant des paysages de la montagne de Rigaud; Alejandro Senn, artiste-peintre; Hélène Pucacco, photographe; Gail Descoeurs, artiste-peintre; Suzanne Caron, artiste-peintre; Sarah Deschênes, illustratrice et artiste-peintre; Gérard Fuentes, sculpteur sur bois; Richard Caplette, artiste-peintre; Louis Parson, photographe; Anne Patel, sculptrice; Nicole Lacasse, artiste peintre, et SOOZ.
Sept sculptures monumentales ornent différents lieux de Rigaud, dont une d'Andrew Dutkewych à l'ancienne halte Olivier-Guimond et une de Peter Gnass sur le terrain de l'école de l'Épervière.

### Gastronomie et parfumerie
La tourtière à cru de Rigaud combinent viandes de bœuf et de porc hachés. Les cretons de Rigaud sont préparés à base de porc maigre. Plusieurs spécialités locales sont à base de produits locaux, principalement le sirop d'érable et le bleuet, par exemple la bûche neigeuse, le cipâte aux bleuets, les crêpes au sirop d'érable et le jambon à l'érable.
La microbrasserie Le Castor de Rigaud fabrique des brassins jugés exceptionnels et originaux, dont une India Pale Ale inspirée de la tradition de la côte ouest américaine, aux accents d'agrumes et de pin, une et une blonde pale ale au houblonnage modéré et aux parfums d'agrumes. Le vignoble La romance du vin produit différents vins dont le Riesling Correspondances et le rouge Vino di Peppe (prix Coupe des Nations et Finger Lakes), remarqué pour l'équilibre de ces cépages Pinot Noir, Cabernet Franc et Baco Noir, et ses arômes de cerise et de prune. Le parfum Attire-moi, de Galimard, est tiré d'érable, après une visite du parfumeur à la Sucrerie de Rigaud.

## Société

### Religion
Le sanctuaire de Notre-Dame-de-Lourdes sur la montagne de Rigaud, surnommée la cathédrale de verdure, rend hommage à Marie. Le sanctuaire existe depuis 135 ans. Le sanctuaire Notre-Dame-de-Lourdes sur la montagne de Rigaud est l'une des 12 étapes du chemin de l'Outaouais. Ce chemin de pèlerinage se fait à pied sur un parcours de 230 km entre la basilique-cathédrale Notre-Dame d'Ottawa et l'oratoire Saint-Joseph du Mont-Royal à Montréal. Accessible à tous, il a lieu chaque année à la fin mai.

### Vie communautaire
Les principales associations sociales locales comprennent l'Aide Momentanée pour les Urgences Rigaudiennes, les Amis et amies de la Culture de Rigaud, l'Association des gens d'affaires de Rigaud, l'Association des pompiers de Rigaud, l'Atelier La Boîte à Surprises, l'Autre Versant, le Café de la Débrouille, le Centre de la petite enfance Les Tourterelles, le Cercle d'histoire de Rigaud, le Cercle de fermières de Rigaud, les Chevaliers de Colomb Conseil 2881 de Rigaud, le Club de l'Âge d'or de Sainte-Madeleine-de-Rigaud, le Club Optimiste de Rigaud, le Conseil du bassin versant de la région de Vaudreuil-Soulanges, l'Entraide des Générations, la Fondation André Daoust, la Fondation des Centres d'hébergement Soulanges, la Fondation Jacques Hamelin, la Maison des jeunes de Rigaud, l'Ordre des Filles d'Isabelle 735, l'Ouvroir Saint-Vincent, le Regroupement des Clubs culturels de Rigaud, la Société Saint-Jean-Baptiste[Lequel ?]. Le comité des citoyens de Rigaud est officialisé en 2011. Le Café de la débrouille est un lieu de refuge et un organisme recueillant des victuailles pour les personnes de condition modeste de la collectivité de Rigaud. Il aide une soixantaine de familles.

### Santé et éducation
Les enfants francophones de Rigaud peuvent fréquenter aux niveaux maternelle et primaire l'école de l'Épervière, de langue française, exploitée par la Commission scolaire des Trois-Lacs. L'École Sainte-Marthe à Sainte-Marthe servi a autres parties de la ville. La Commission scolaire Lester-B.-Pearson administre les écoles anglophones; L'École primaire Soulanges à Saint-Télesphore et l'École primaire Evergreen et l'École primaire Forest Hill (pavillons junior et senior) à Saint-Lazare servent a la ville Rigaud.
Le collège Bourget est un établissement privé sis dans la municipalité qui offre la formation de niveau primaire et secondaire. Chaque été, la Fondation André Daoust permet de financer des échanges étudiants avec Courseulles-sur-Mer, la ville jumelée de Rigaud.
Les équipements de santé de Rigaud comprennent le Centre de santé Rigaud, le centre local de services communautaires de Vaudreuil-Soulanges (Rigaud), le centre d'hébergement de Rigaud. Ces établissements desservent le nord-ouest de la MRC de Vaudreuil-Soulanges.

### Sport et loisir
Le circuit du Mont-Rigaud est un itinéraire cyclable de plus de 100 kilomètres reliant les municipalités de Rigaud, de Très-Saint-Rédempteur, de Sainte-Justine, de Sainte-Marthe et d'Hudson. La deuxième étape du tour cycliste du Grand Montréal de 2006 a lieu à Rigaud. Les principaux équipements de sport et de loisir qui sont disponibles pour la population et les associations de Rigaud comprennent la chalet de l'escapade, le complexe sportif et aréna ainsi que la piscine et gymnase du Collège Bourget, les gymnases des pavillons Saint-François et Sainte-Anne de l'école de l'Épervière, l'Édifice Paul-Brasseur, Édifice Robert-Lionel-Séguin et le parc Chartier-De Lotbinière. Les sentiers de ski de randonnée sont entretenus par le Club de motoneige Rigolo. Les activités récréatives offertes par la municipalité comprennent principalement la natation, les sports de raquette, le patinage et la danse, et se déroulent notamment au Collège Bourget.
Rigaud compte plusieurs associations, groupes et équipes récréatives de sport et de loisir, notamment les Archers du Mont Rigaud, l'Association de hockey mineur de Rigaud, l'Association de hockey récréatif de Rigaud, le Club de bridge de Rigaud, le Club de croquet, le Club de marche de L'Escapade, le Club de motoneigistes Rigolo, le Club de pétanque de Rigaud, le Club de triathlon Tri-O-Lacs de Vaudreuil-Soulanges, le Club ornithologique de Vaudreuil-Soulanges, le Club Quad des Trois-Lacs et la Ligue Softball Rigaud.

### Personnalités
- Pierre de Rigaud de Vaudreuil (1698-1778), gouverneur général et seigneur
- François-Pierre de Rigaud de Vaudreuil (1703-1779), gouverneur et seigneur
- Michel Chartier de Lotbinière (1723-1798), seigneur
- Joseph Désautels, fondateur du collège Bourget
- Ignace Bourget (1799-1885), archevêque et promoteur du Collège Bourget
- Jean Baptiste Mongenais (1803-1887), homme politique
- Donald McMillan (1807-1876), homme politique
- Louis-Isaac Larocque, patriote
- Hugh McMillan (1839-1895), homme politique
- Alphonse-Édouard Dumouchel (1841-1914), musicien[141]
- Léandre-Arthur Dumouchel (1841-1919), musicien
- Joseph-Gédéon-Horace Bergeron (1854-1917), homme politique
- Pierre Bélanger (1862-?), chef de police
- Elzéar Sabourin (1865-1941), député de la circonscription provinciale de Vaudreuil
- Gustave Boyer (1871-1927), maire de Rigaud, député de Vaudreuil et sénateur de Rigaud
- Albani Quesnel (1881-?), généalogiste
- Frank J. Selke (1893-1985), directeur général des Canadiens de Montréal
- Yves Quesnel (1917-1979), généalogiste[142]
- Julien Hébert (1917-1994), designer industriel, créateur du logo d'Expo 67
- Marcel Trudel (1917-2011), historien et enseignant au Collège Bourget
- Paul Bibeault (1919-1970), joueur de la Ligue nationale de hockey
- Robert-Lionel Séguin (1920-1982), écrivain, ethnologue et historien
- Normand Grimard (1925-), sénateur de la division auto-désignée de Québec
- André Déom (1929-1993), député de la circonscription de Laporte
- Charles Wilson (1932-1990), bandit
- Bruno Laplante (1938-), baryton
- André Daoust, instigateur du jumelage avec Courcelles-sur-Mer et de la bourse d'études homonyme
- Ronald Thibert (1942-), sculpteur
- Bruno Roy (1943-2010), écrivain et porte-parole des orphelins de Duplessis
- Alain Laframboise (1947-2016), artiste et historien de l'art
- Louis Genest, membre de l'Ordre du Canada
- Michel Faubert (1959-), conteur, chanteur et ethnographe
- Gildor Roy (1960-), chanteur country, acteur et animateur
- Maxim Roy (1972-), actrice
- Amanda Walsh (1982-), actrice
- Philip Saint-Onge (1985-), athlète

Louis-Isaac Larocque est un patriote ayant participé à la bataille de Saint-Charles-sur-Richelieu.
Arthur et Édouard Dumouchel sont des jumeaux nés en 1841 à Rigaud. Après leurs études au Collège Bourget où ils apprennent la musique, ils se rendent à Leipzig (Allemagne) et à Vienne (Autriche) auprès de professeurs réputés de musique. Arthur enseigne la musique à Eugénie Tessier et Emma Albani; il est organiste à la cathédrale d'Oswego puis d'Albany dans l'État de New York alors qu'Édouard est également organiste à Ogdensuburg.
Pierre Bélanger, né à Rigaud en 1862, est chef de la police de Montréal entre 1919 et 1928.
Albani Quesnel (1881-?), généalogiste, fonde la Société historique de la région de Rigaud.